# Biserica reformată din Cipău

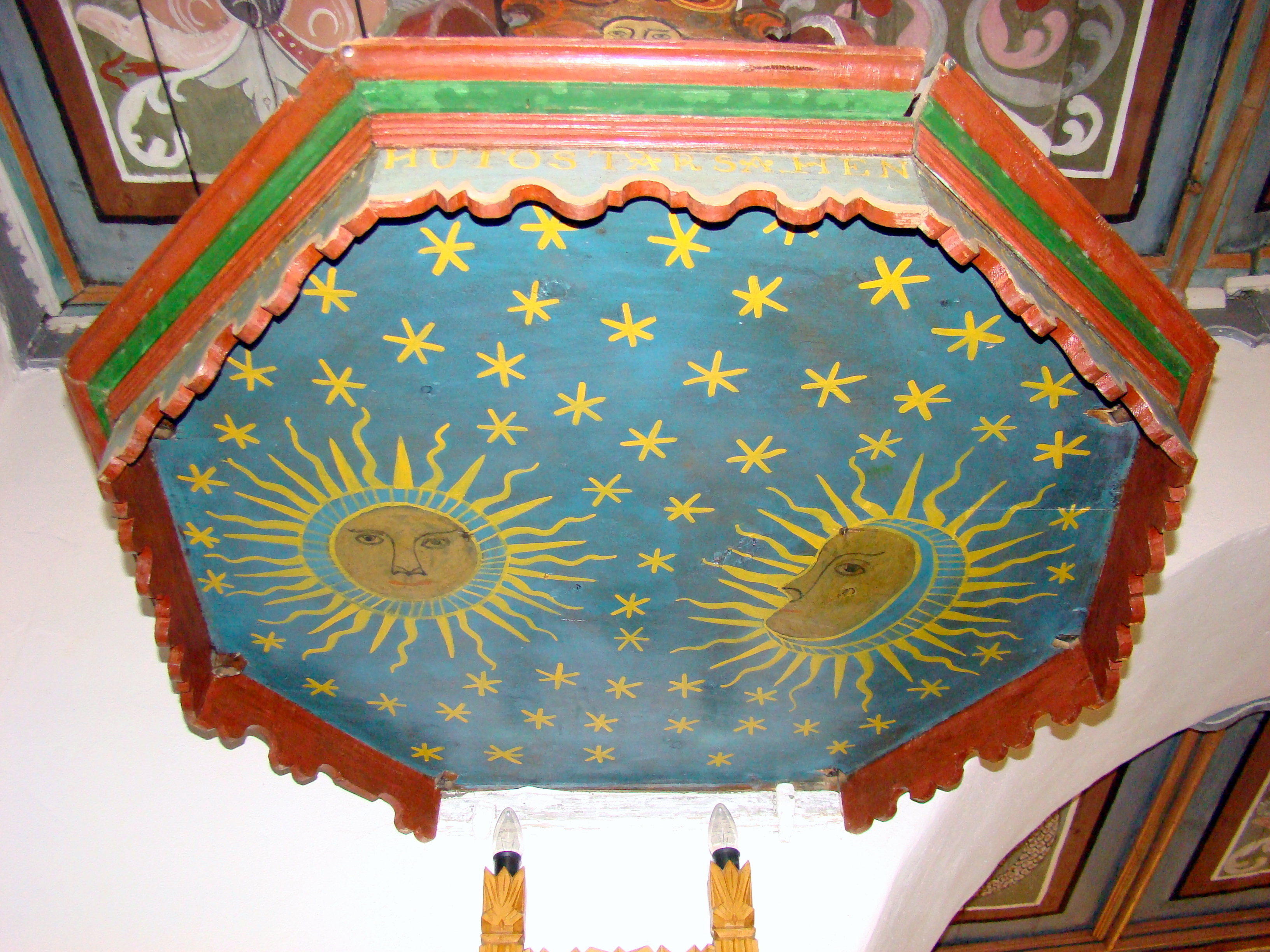
Coronamentul amvonului

Biserica reformată din Cipău este un monument istoric aflat pe teritoriul satului Cipău al orașului Iernut. În Repertoriul Arheologic Național, monumentul apare cu codul 117845.12.

## Localitatea
Cipău (în maghiară Maroscsapó) este un sat ce aparține orașului Iernut din județul Mureș, Transilvania, România. Prima mențiune documentară a satului este din anul 1332.

## Biserica
Populația catolică medievală a îmbrățișat Reforma Protestantă, biserica devenind mai întâi unitariană, pe vremea proprietarului de terenuri Balásfy Gábor (1575), ulterior a intrat în posesia reformaților. Este o construcție din secolul al XV-lea, cu sanctuar în formă de semicerc, aflată în centrul vechiului sat. O inscripție menționează că biserica a fost lărgită în anul 1676 de către István Szalanczi: „Ad maiorem Dei gloriam Hoc opus lacunare exornari curavit Gen. Dom. Ste. Szalánczi de Szent Tamás, ac consors ejusdem Generosa Dna Juditha de Vizakna, proprys sumptibus. Anno Dni 1676, die vero 24. mens Marcy.”. Mobilierul interior a fost făcut de către meșterul István Hoch din Mediaș, în anul 1743, în stilul barocului puritan. Atât nava cât și corul lăcașului de cult sunt acoperite cu tavan casetat, bogat pictat, cu elemente decorative conform tradiției reformate.

## Vezi și
- Cipău, Mureș

## Imagini din exterior

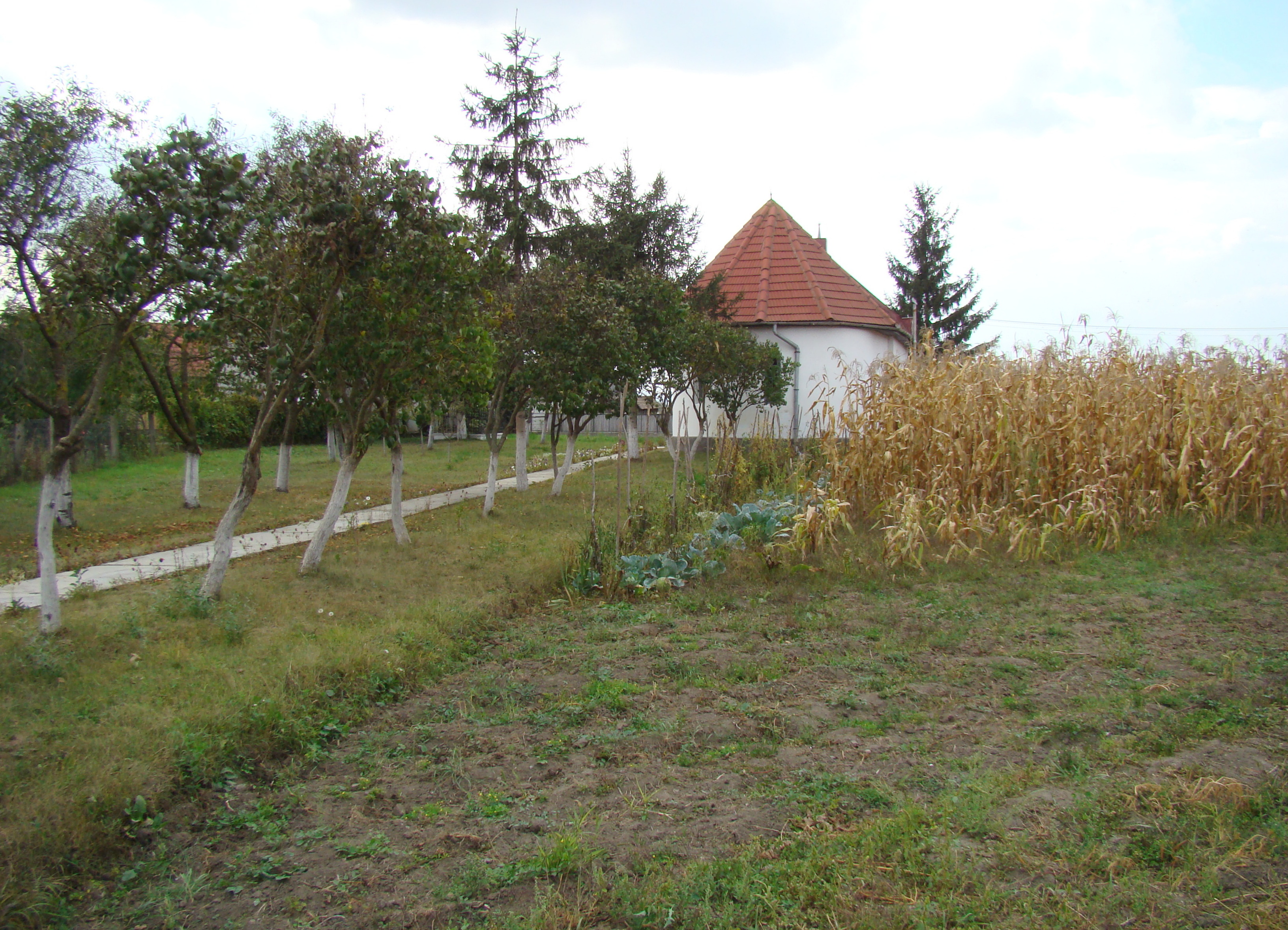
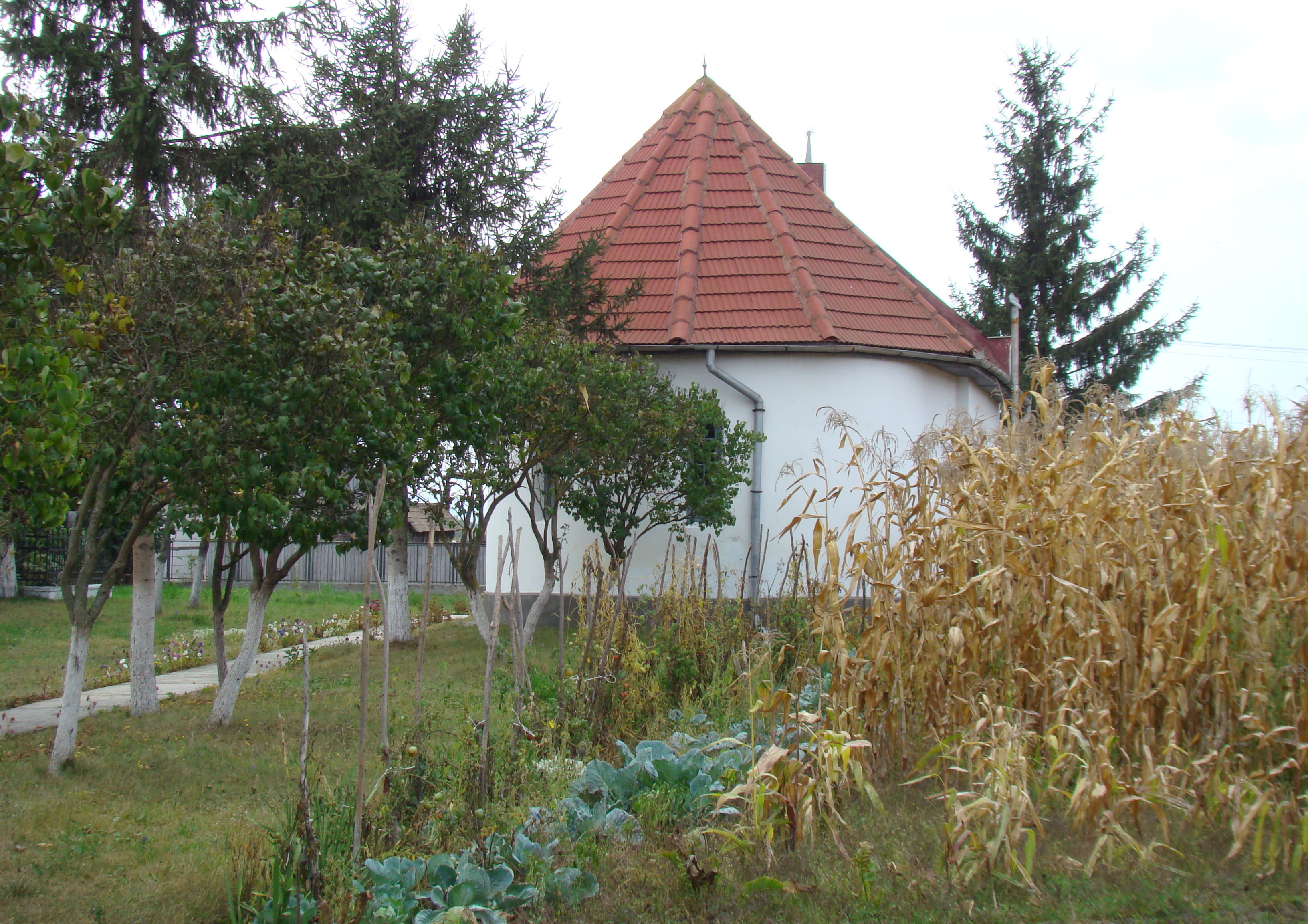
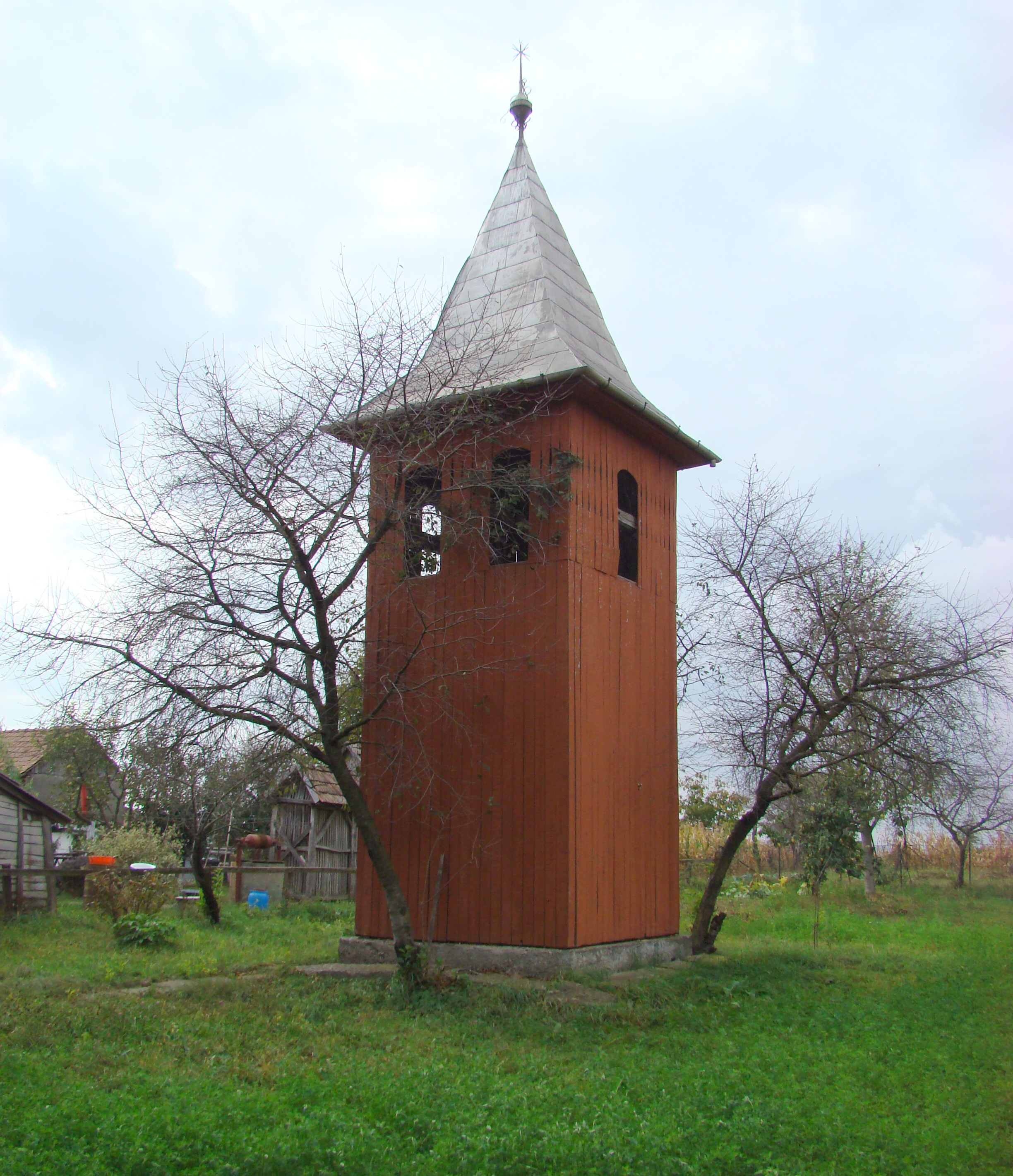
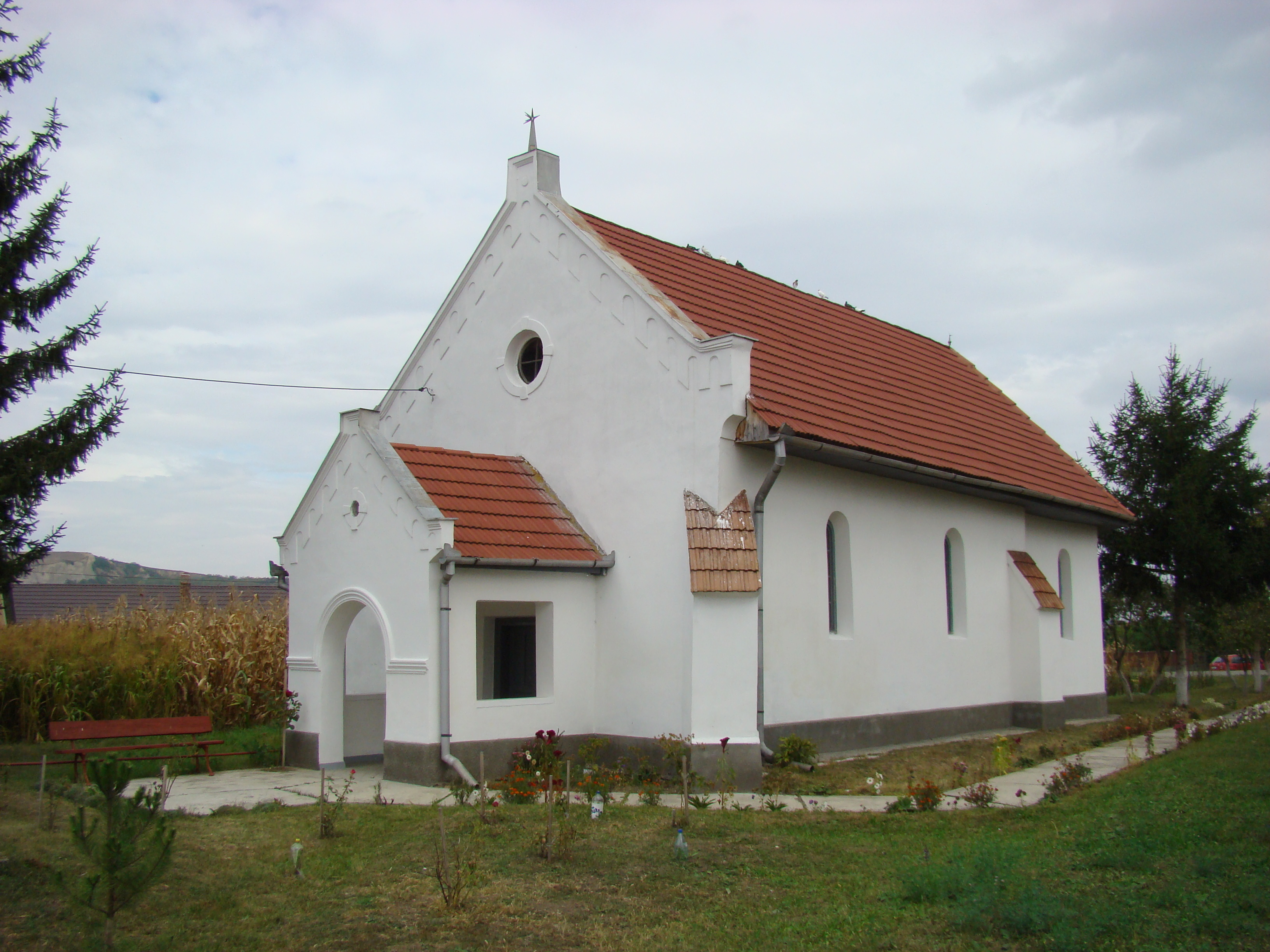
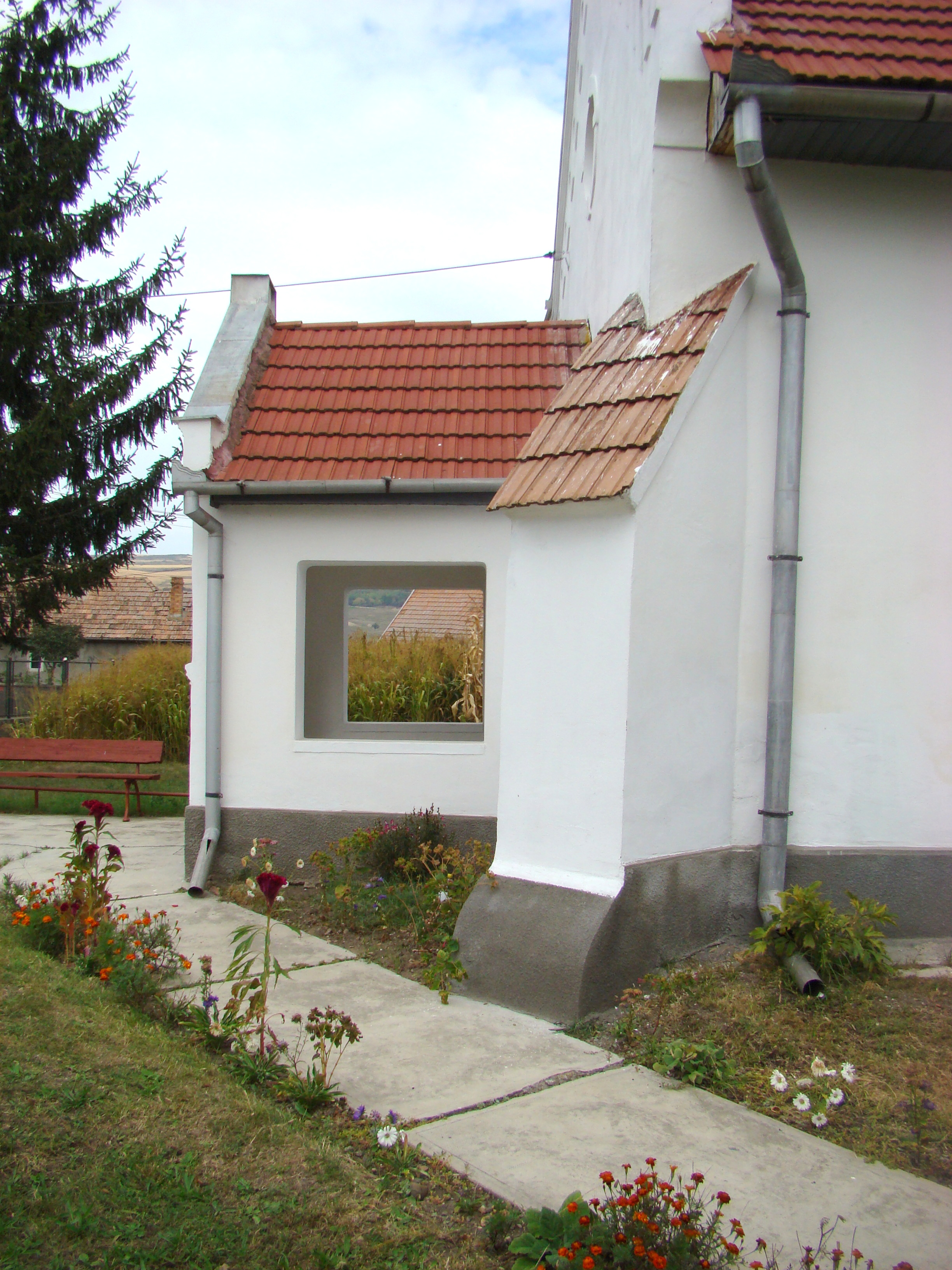
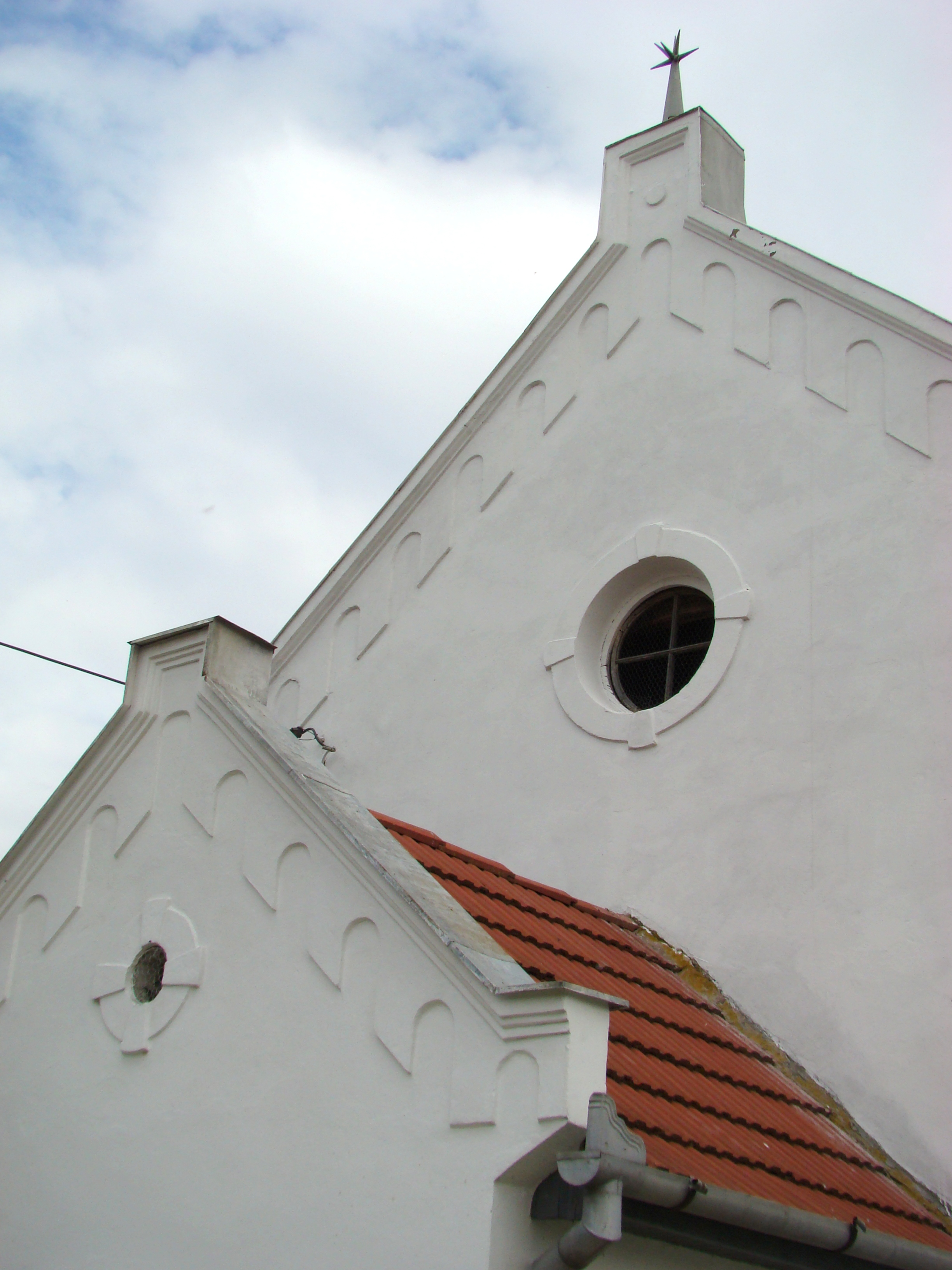
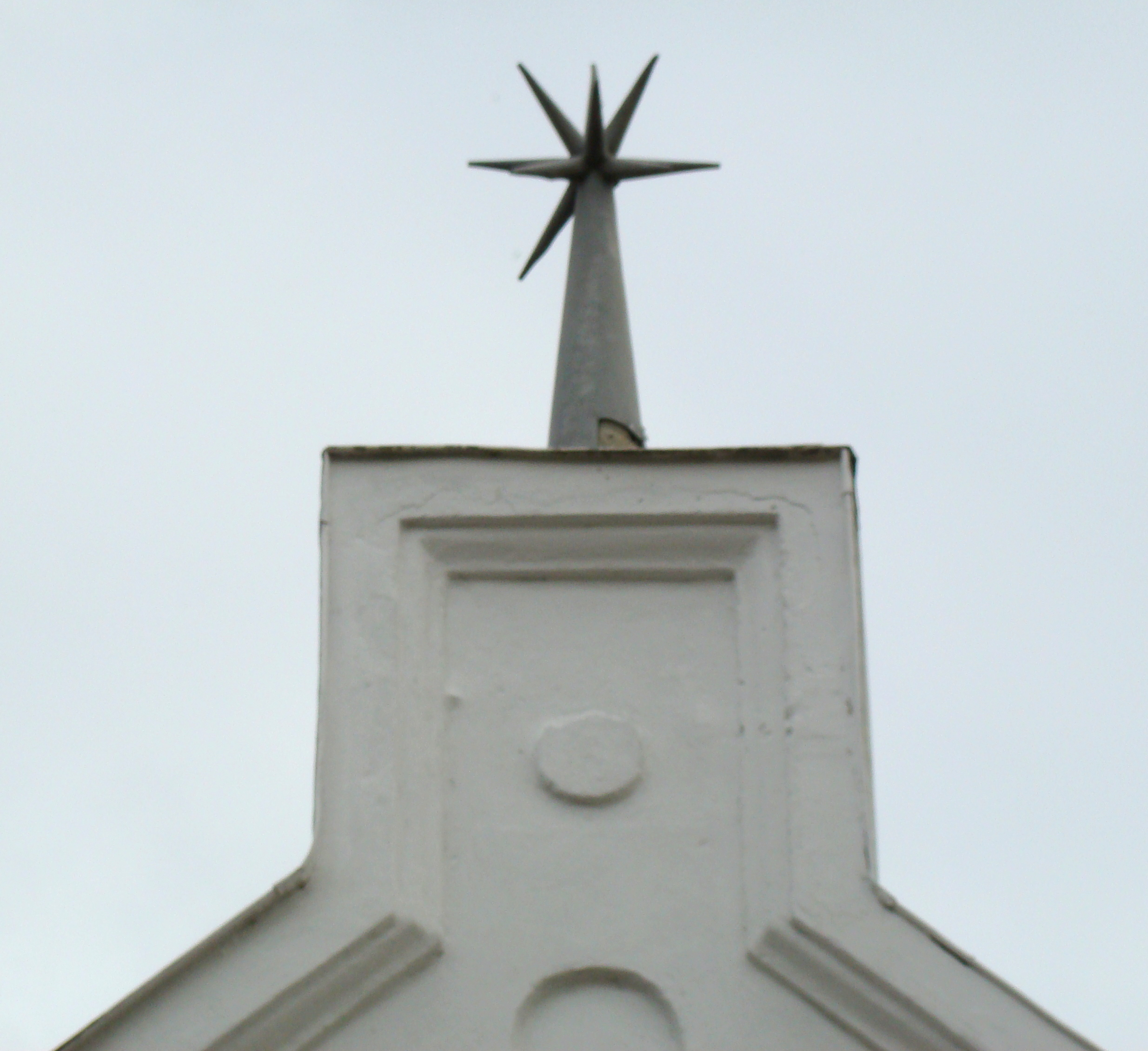
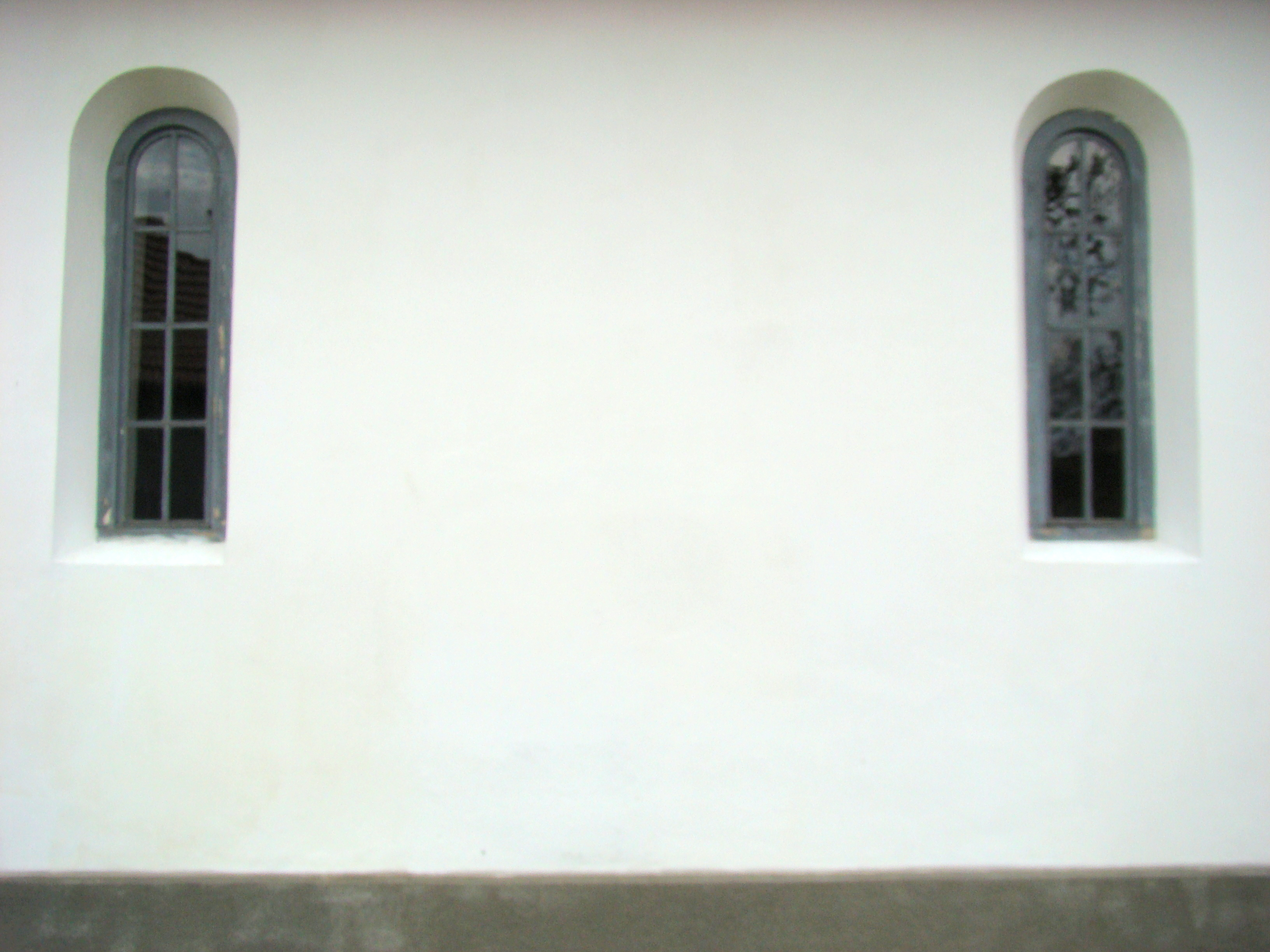
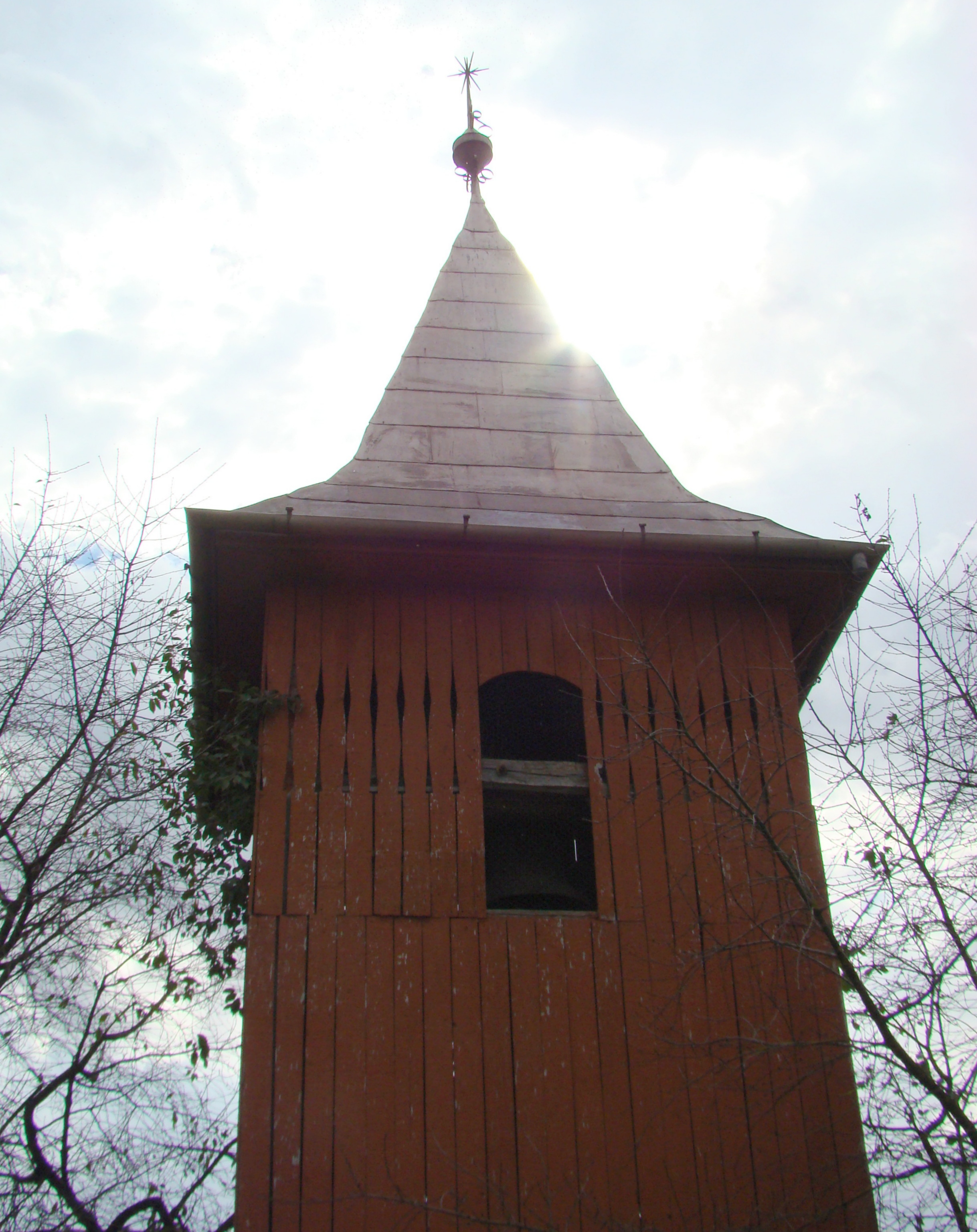
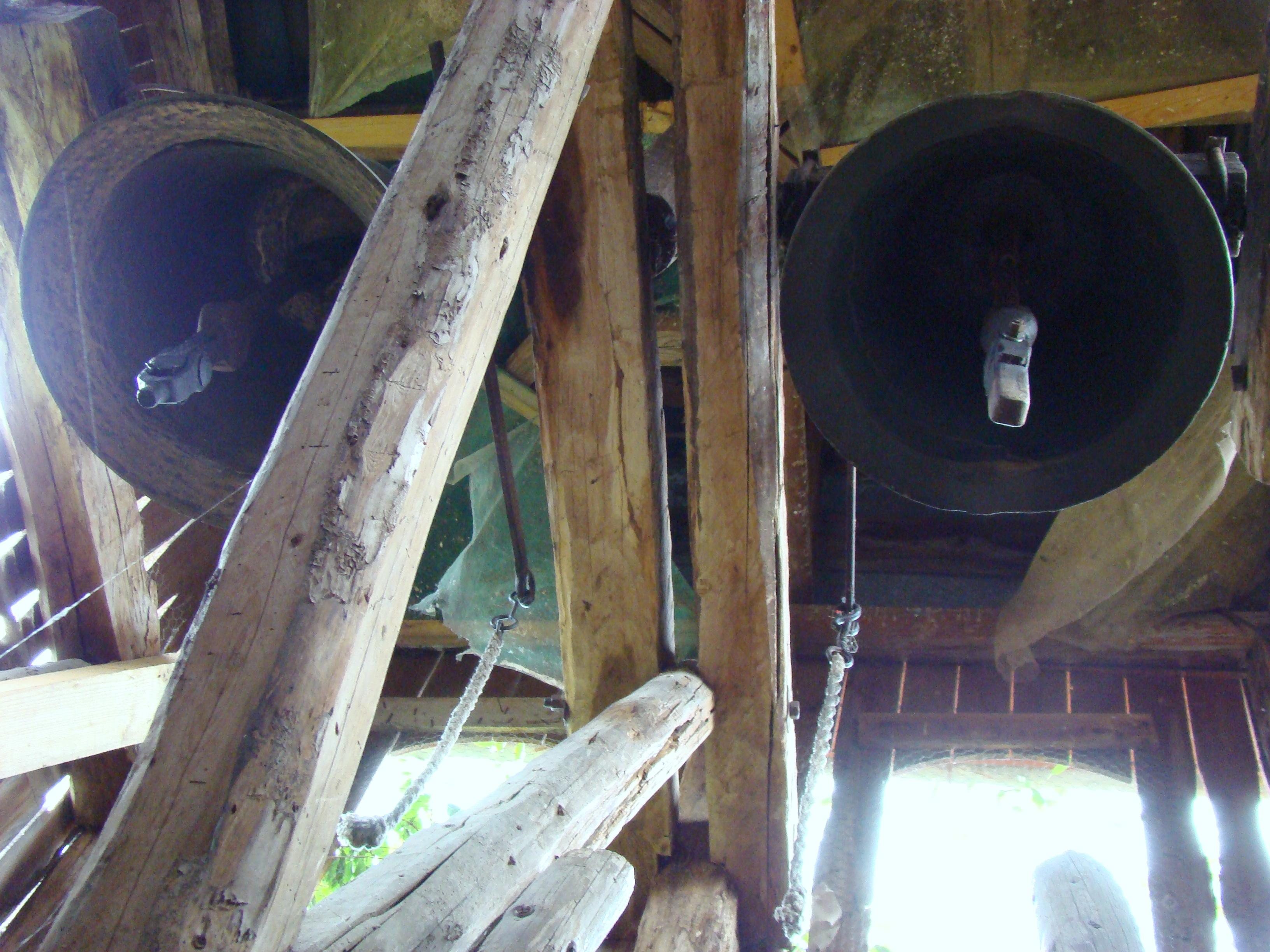
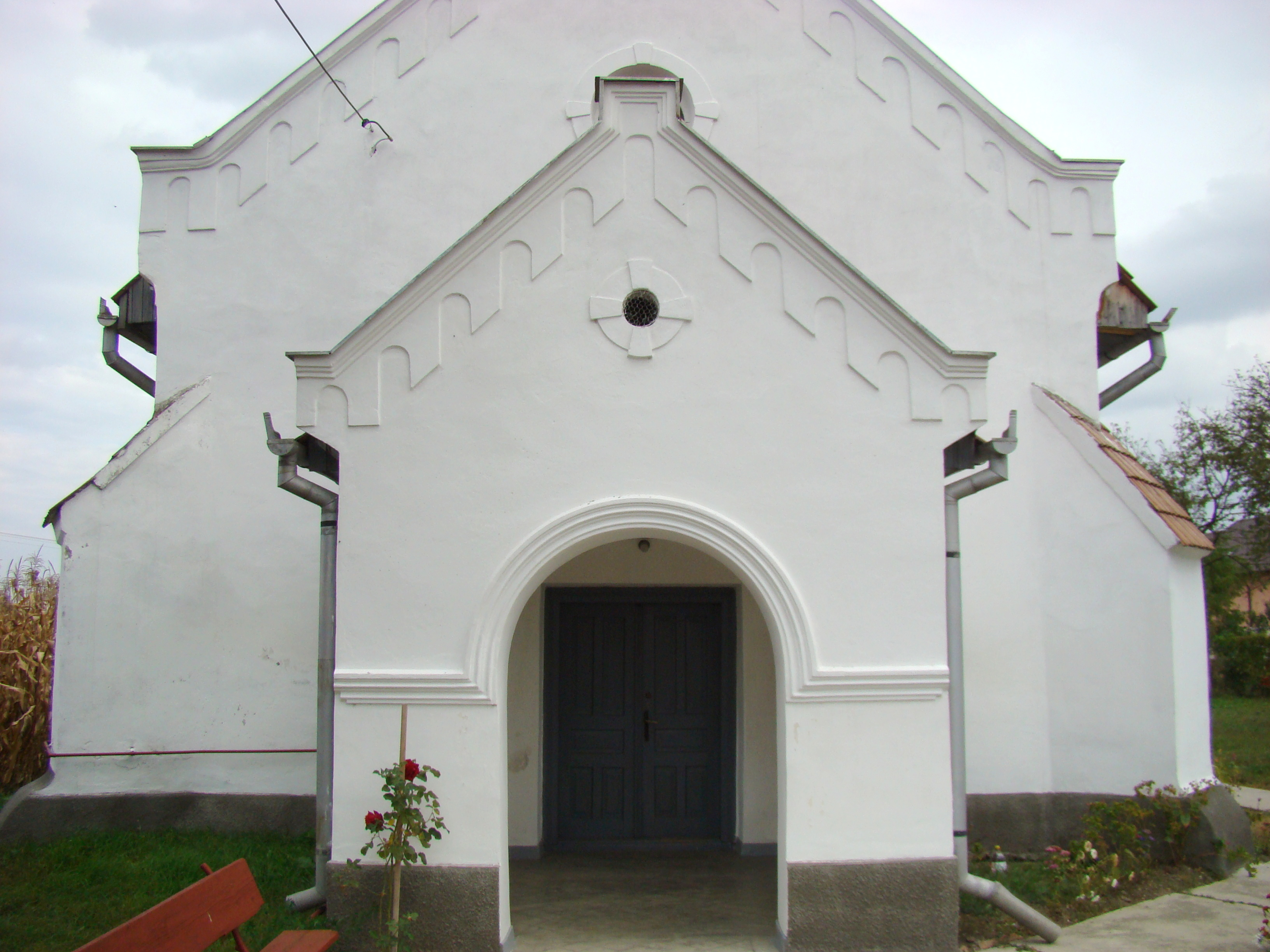
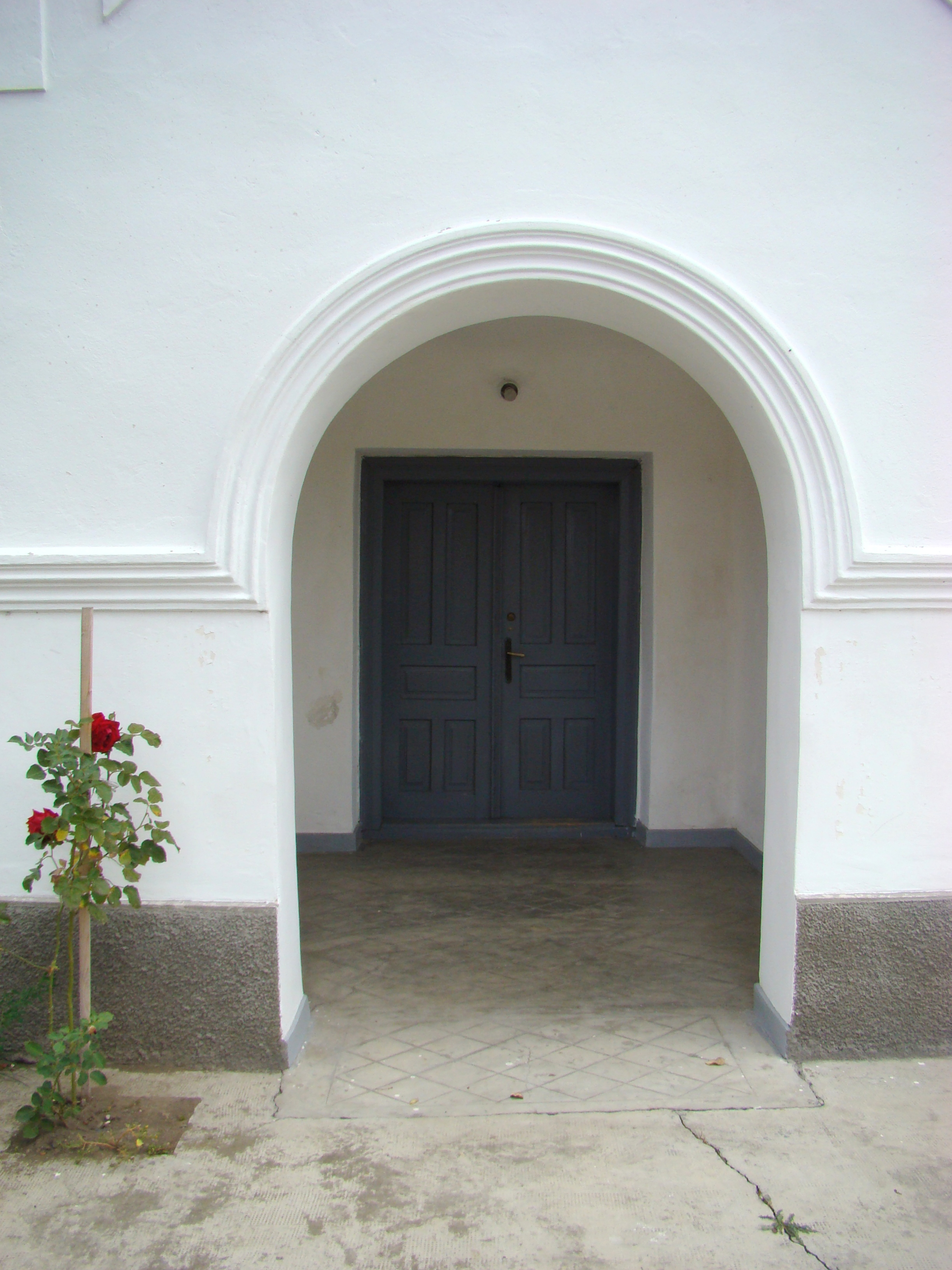
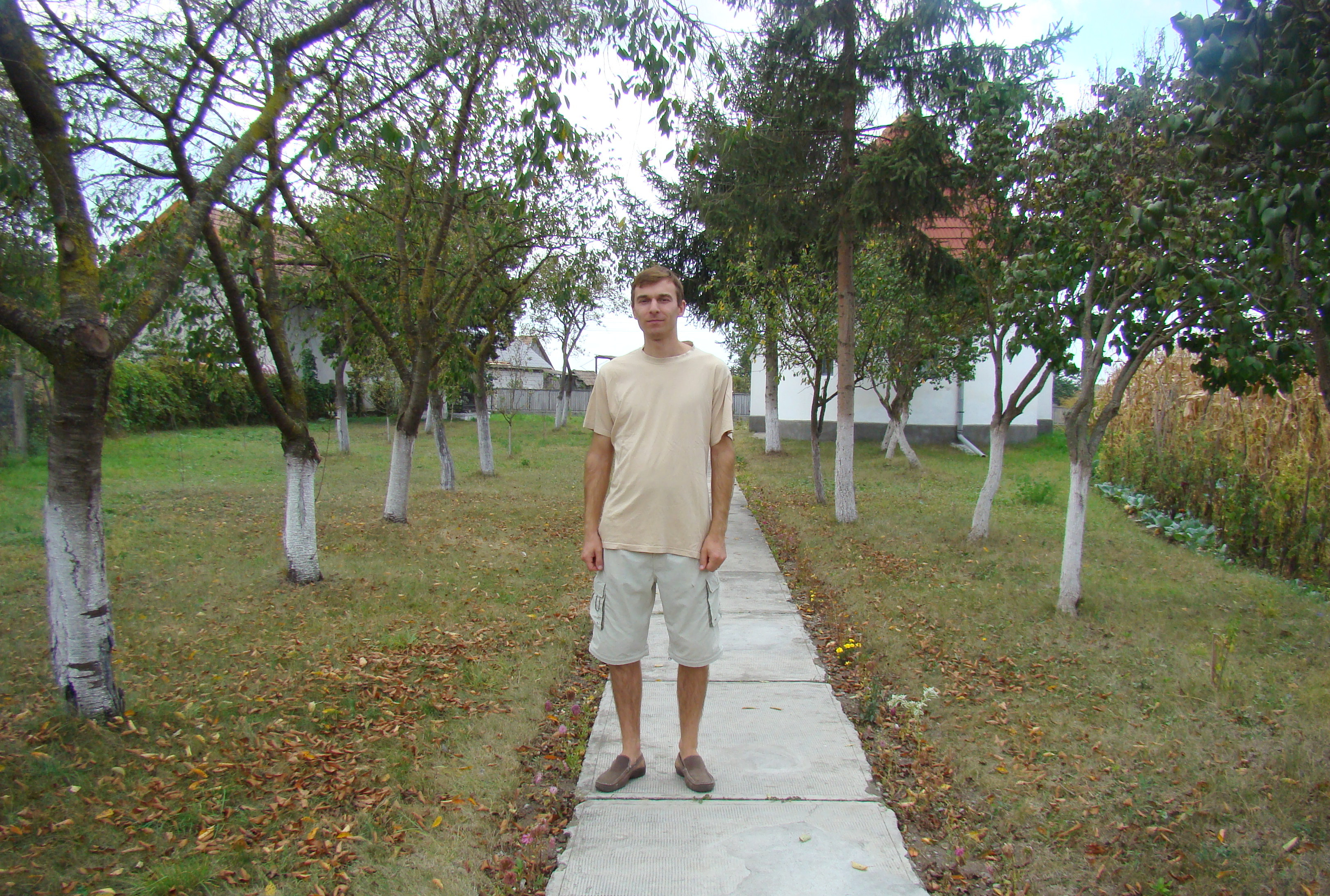
Pastorul reformat din parohia Cipău, județul Mureș: Kelemen Karikás Árpád
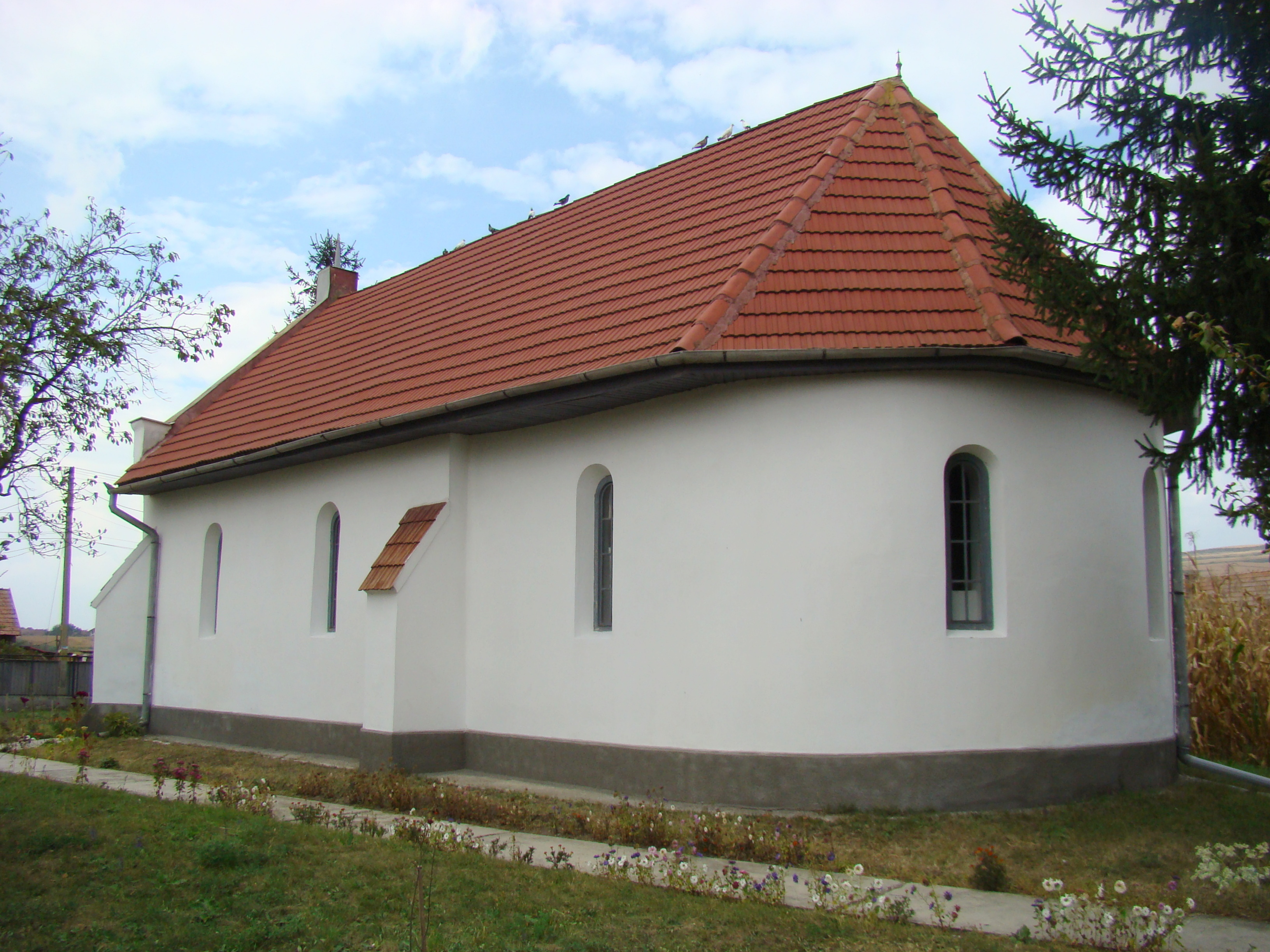
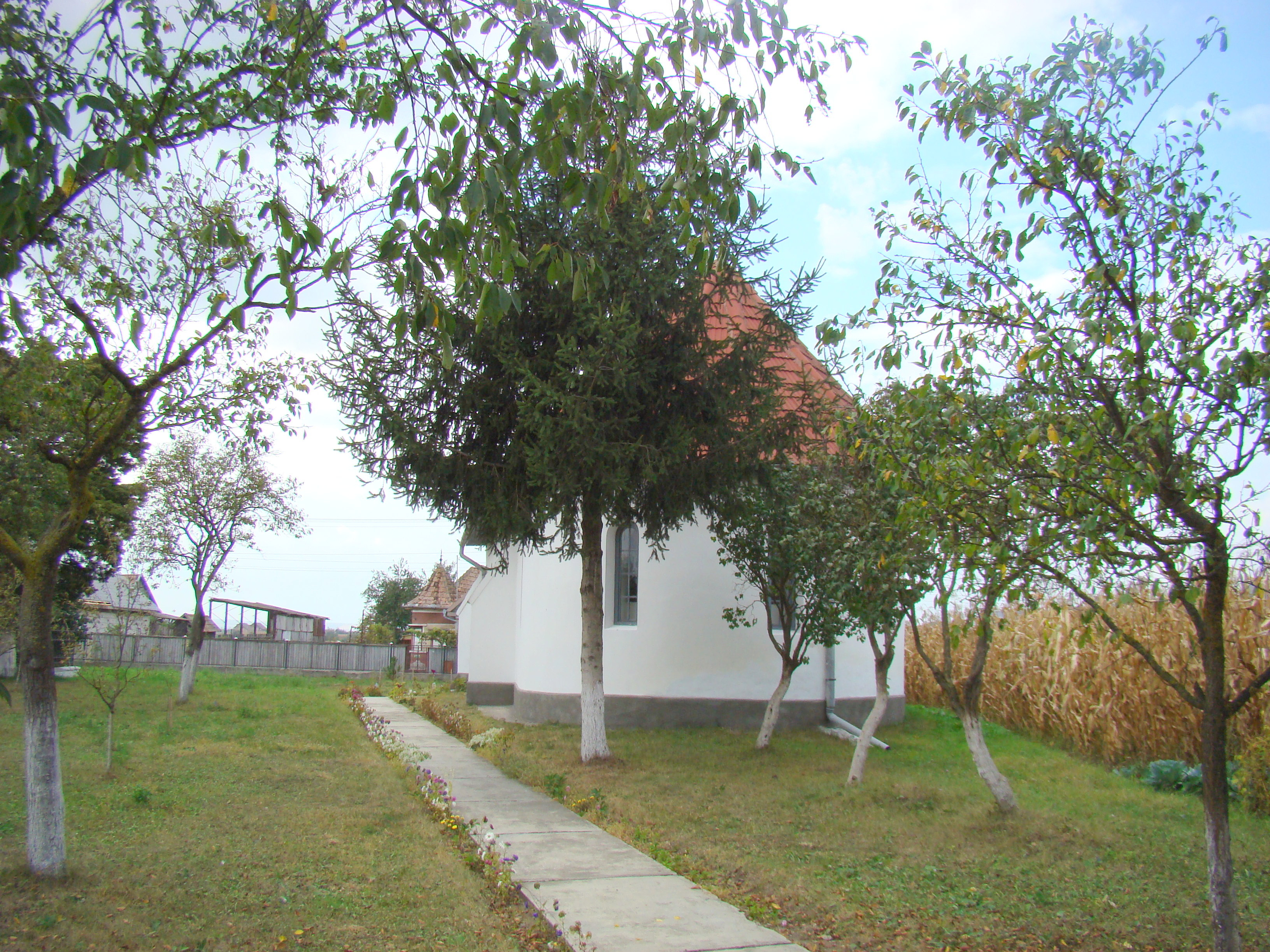

## Imagini din interior

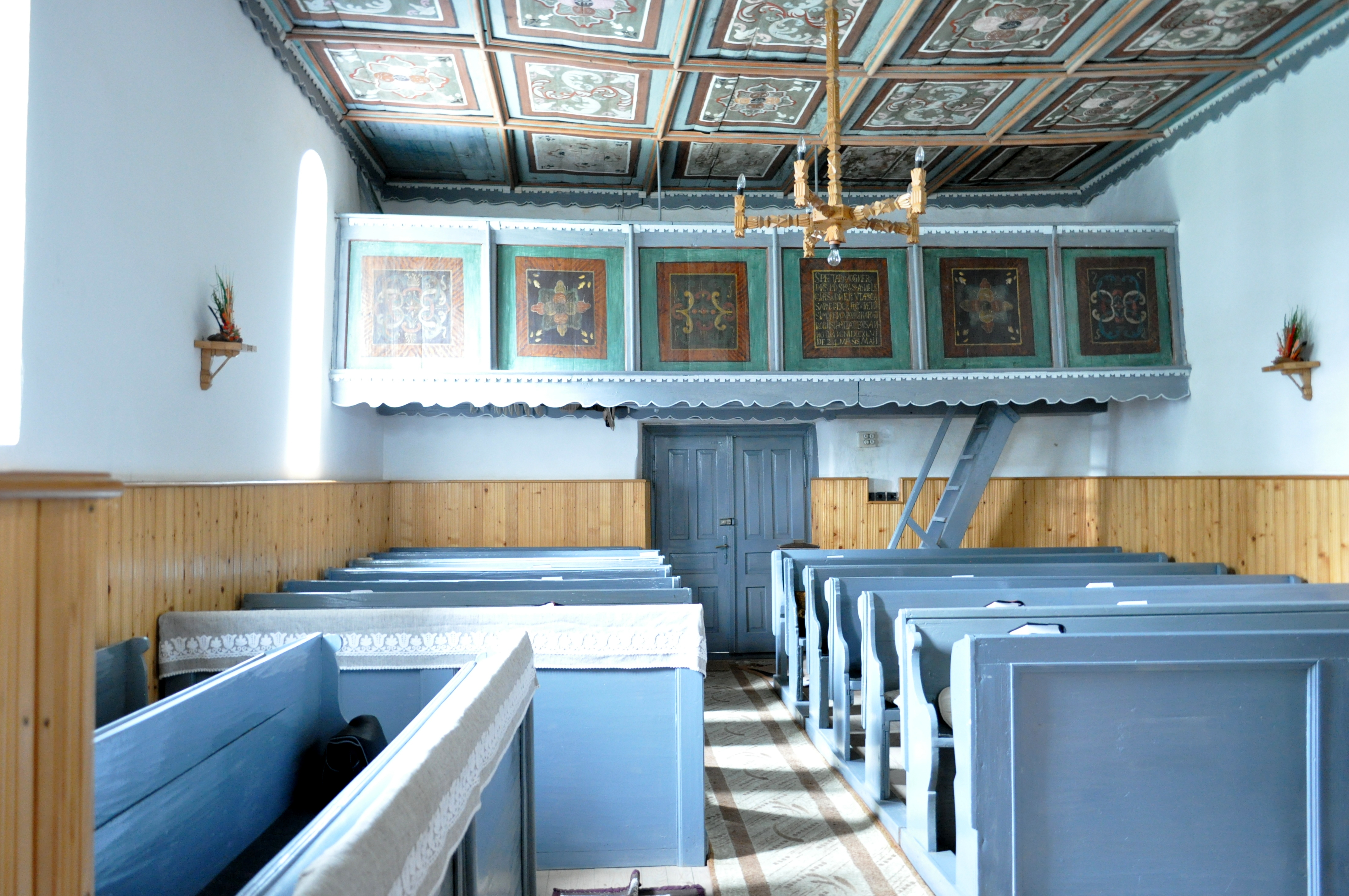
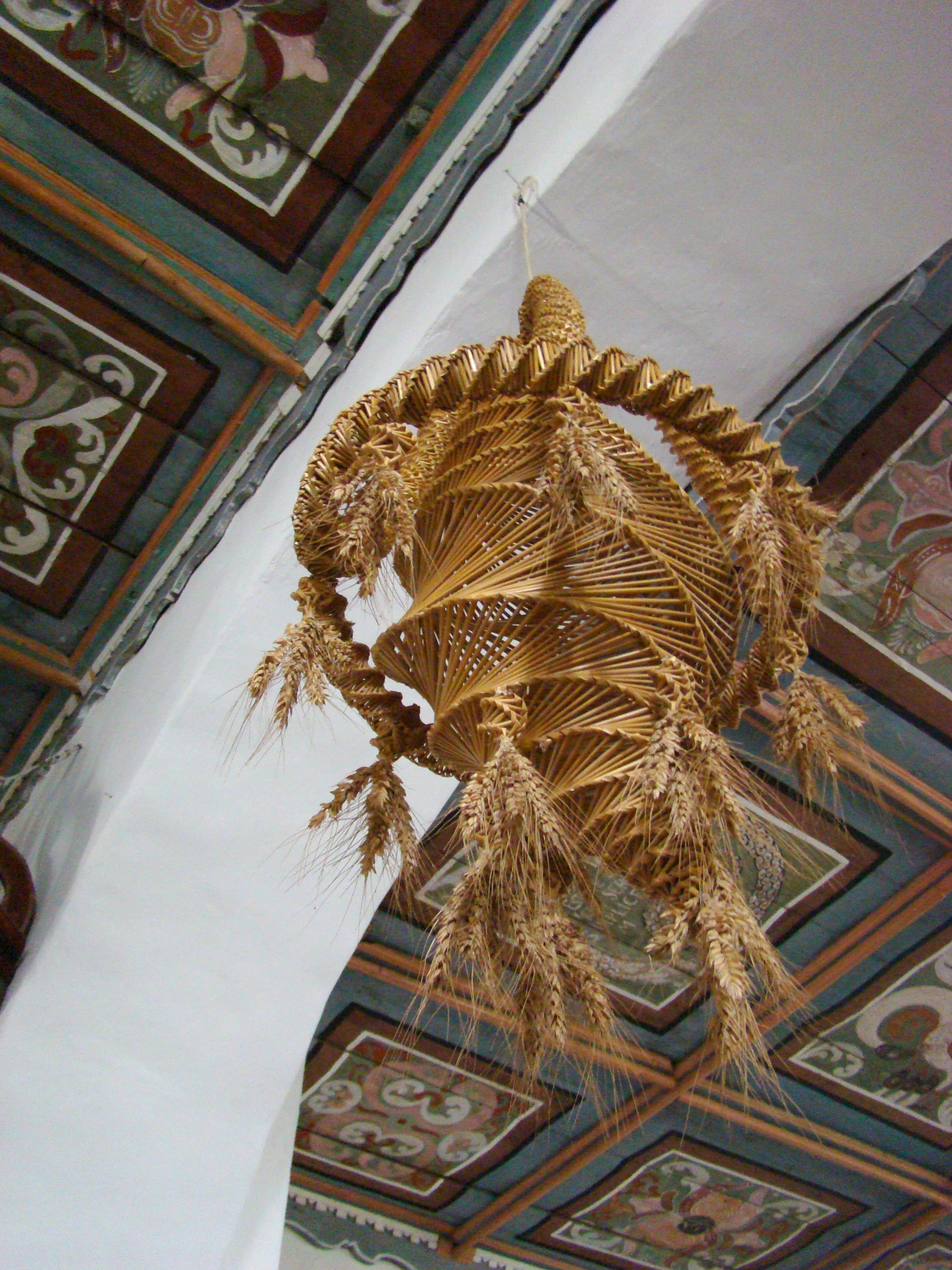
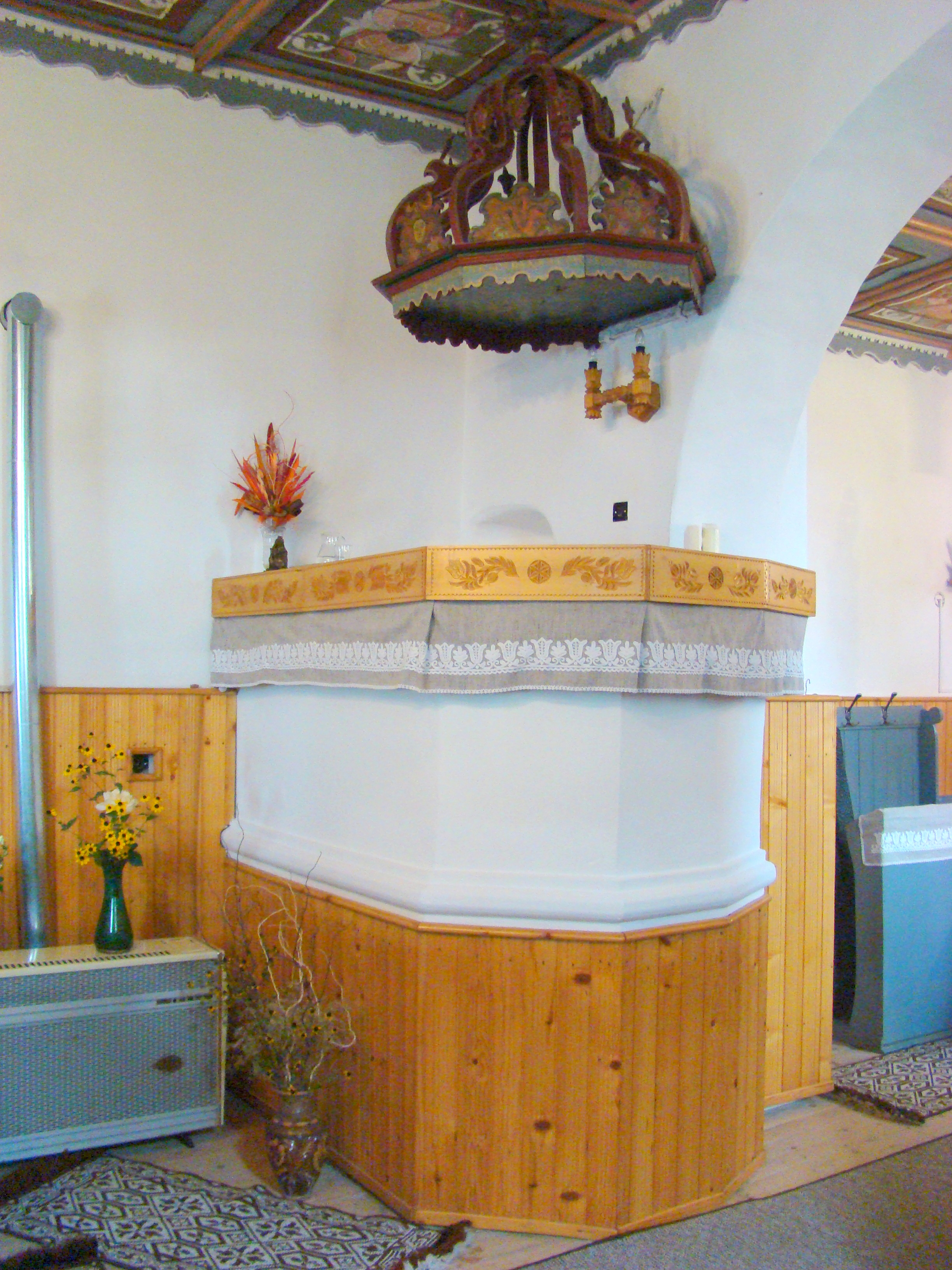
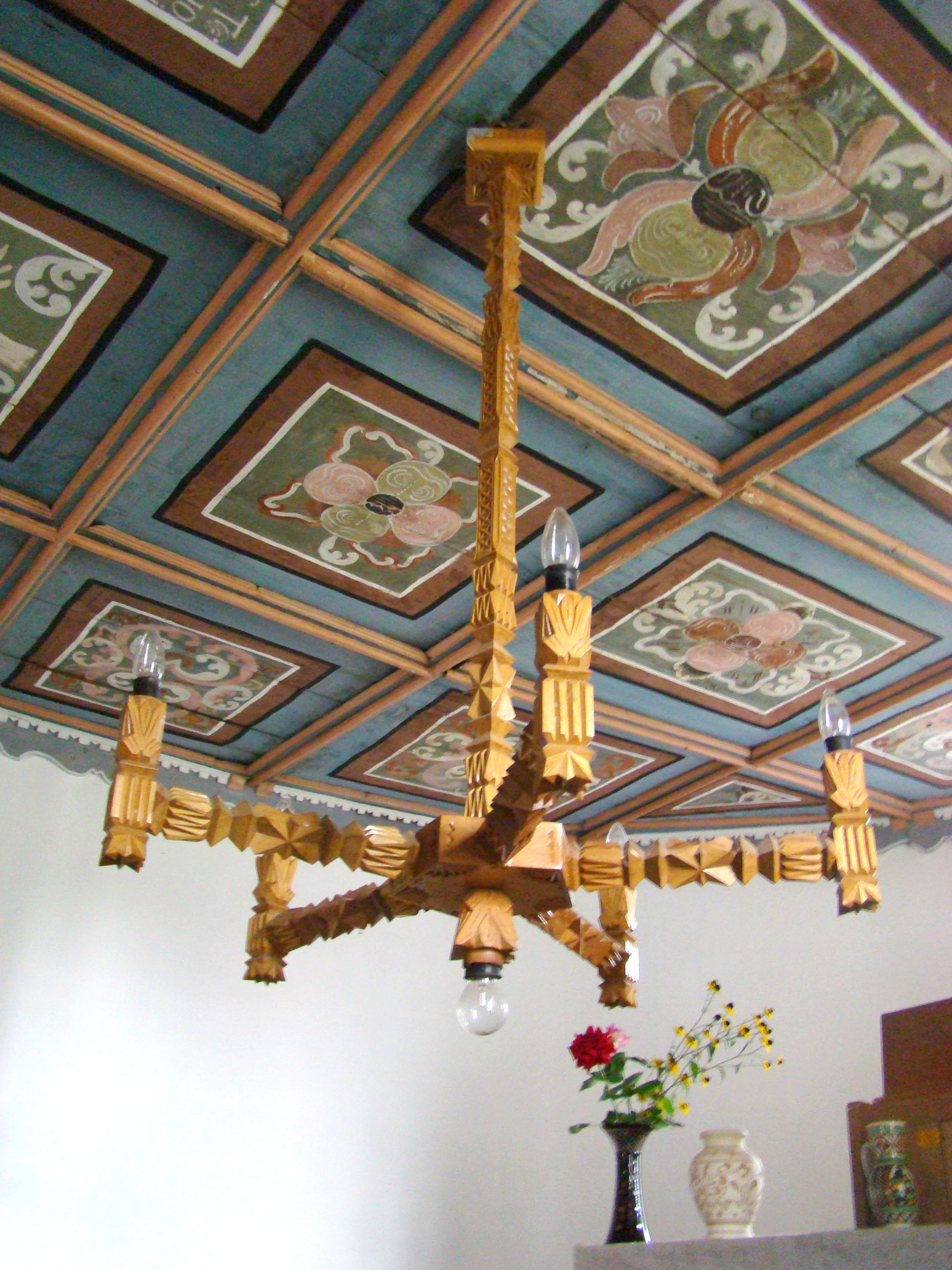
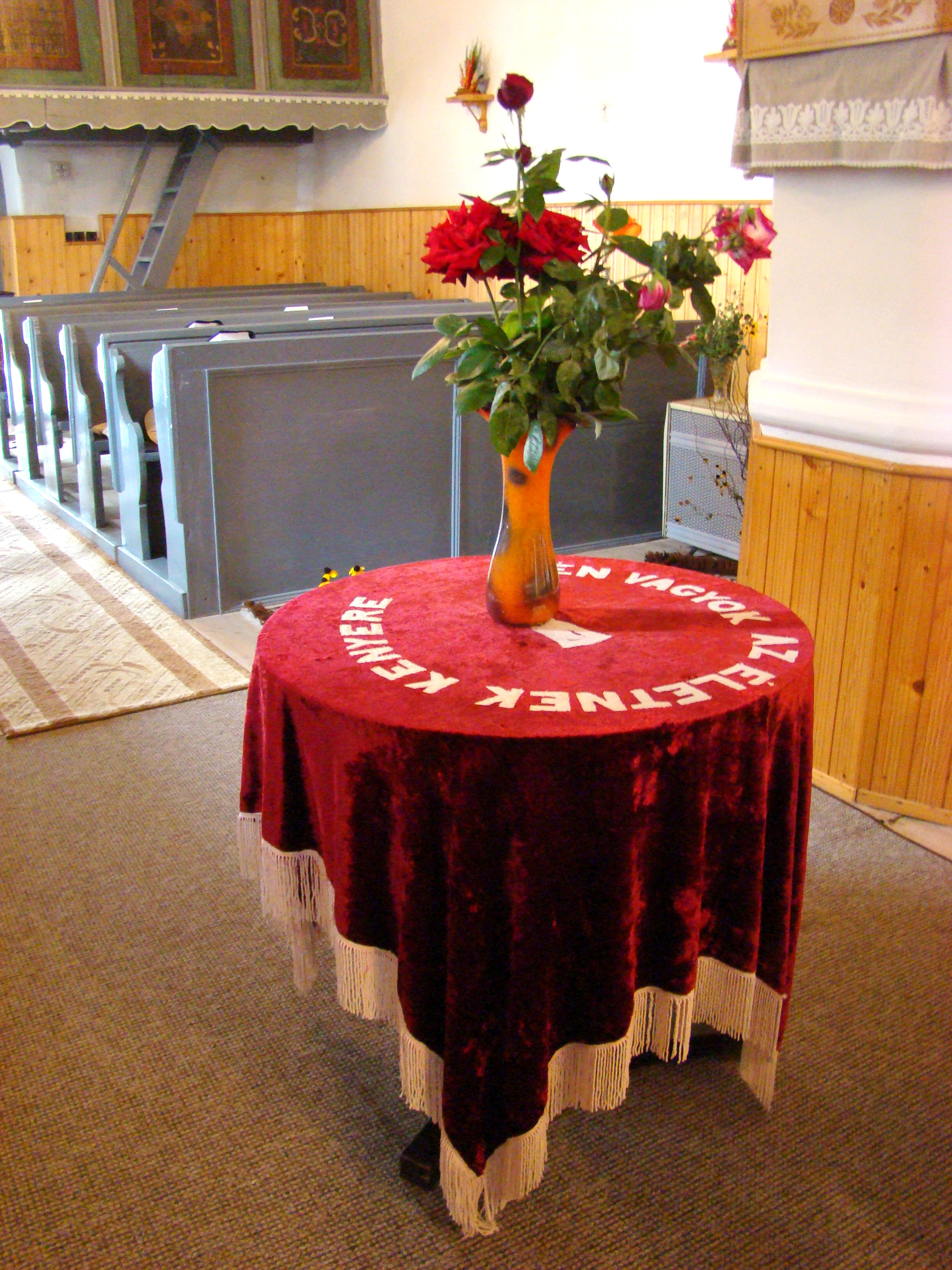
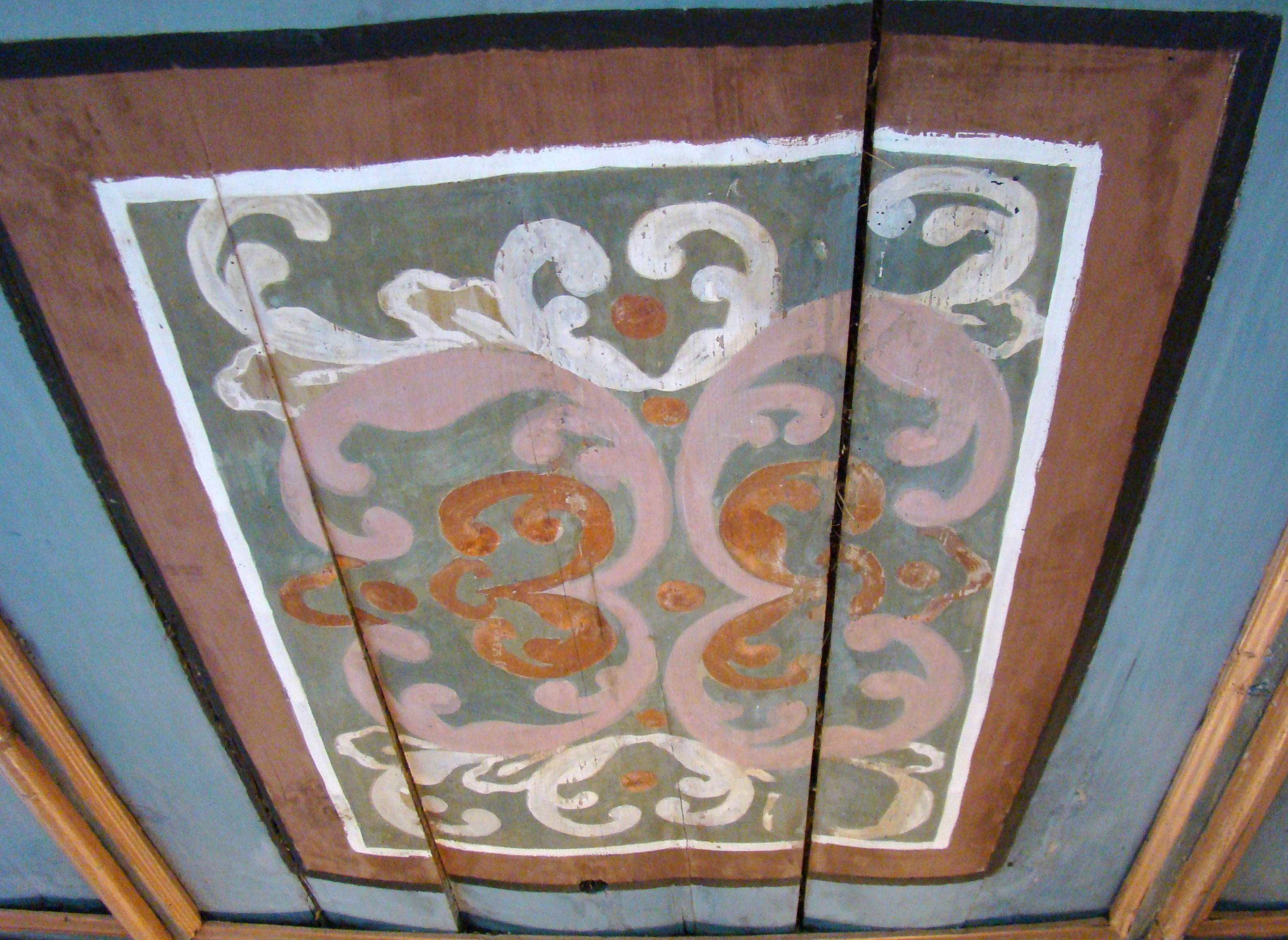
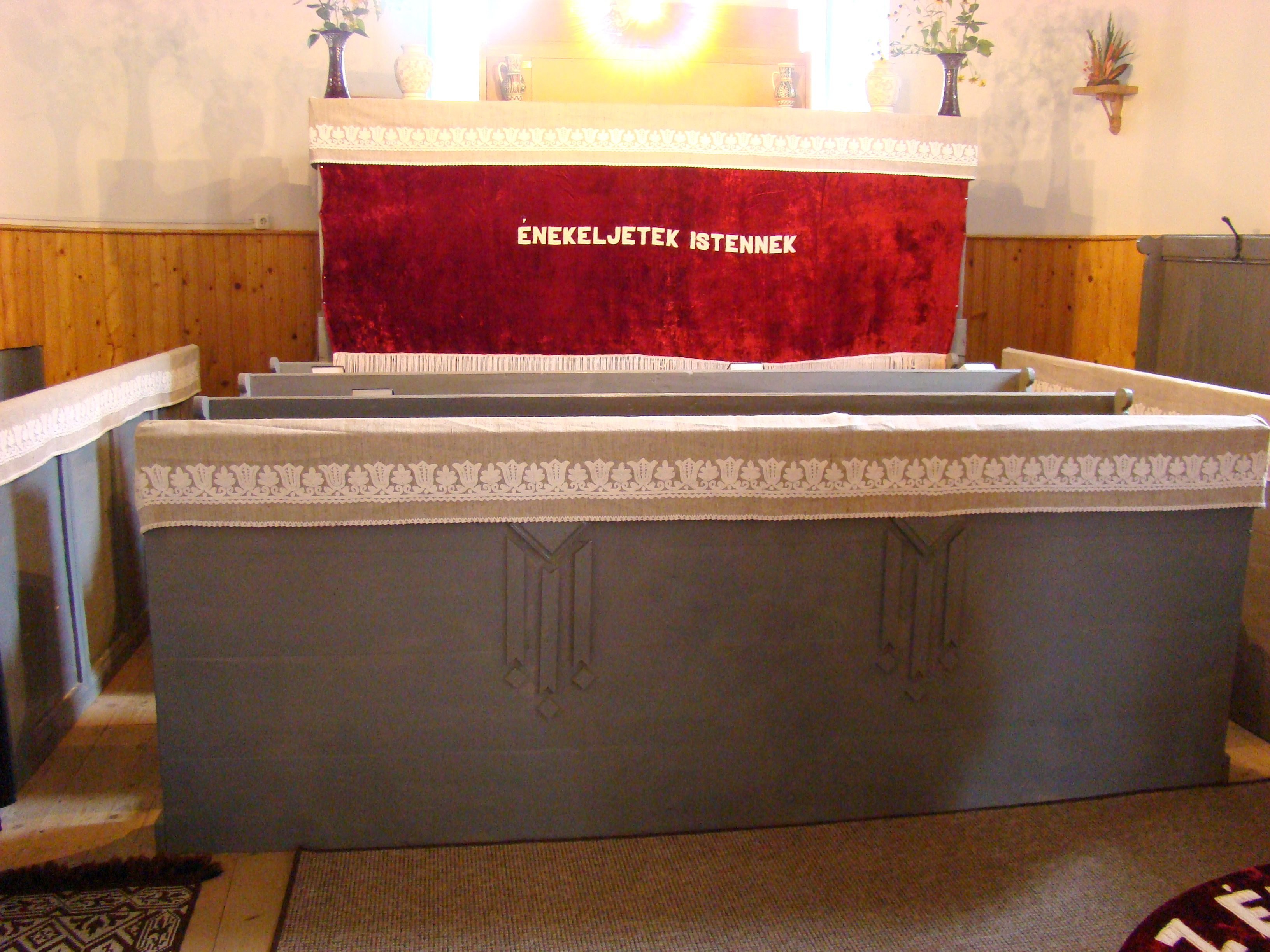
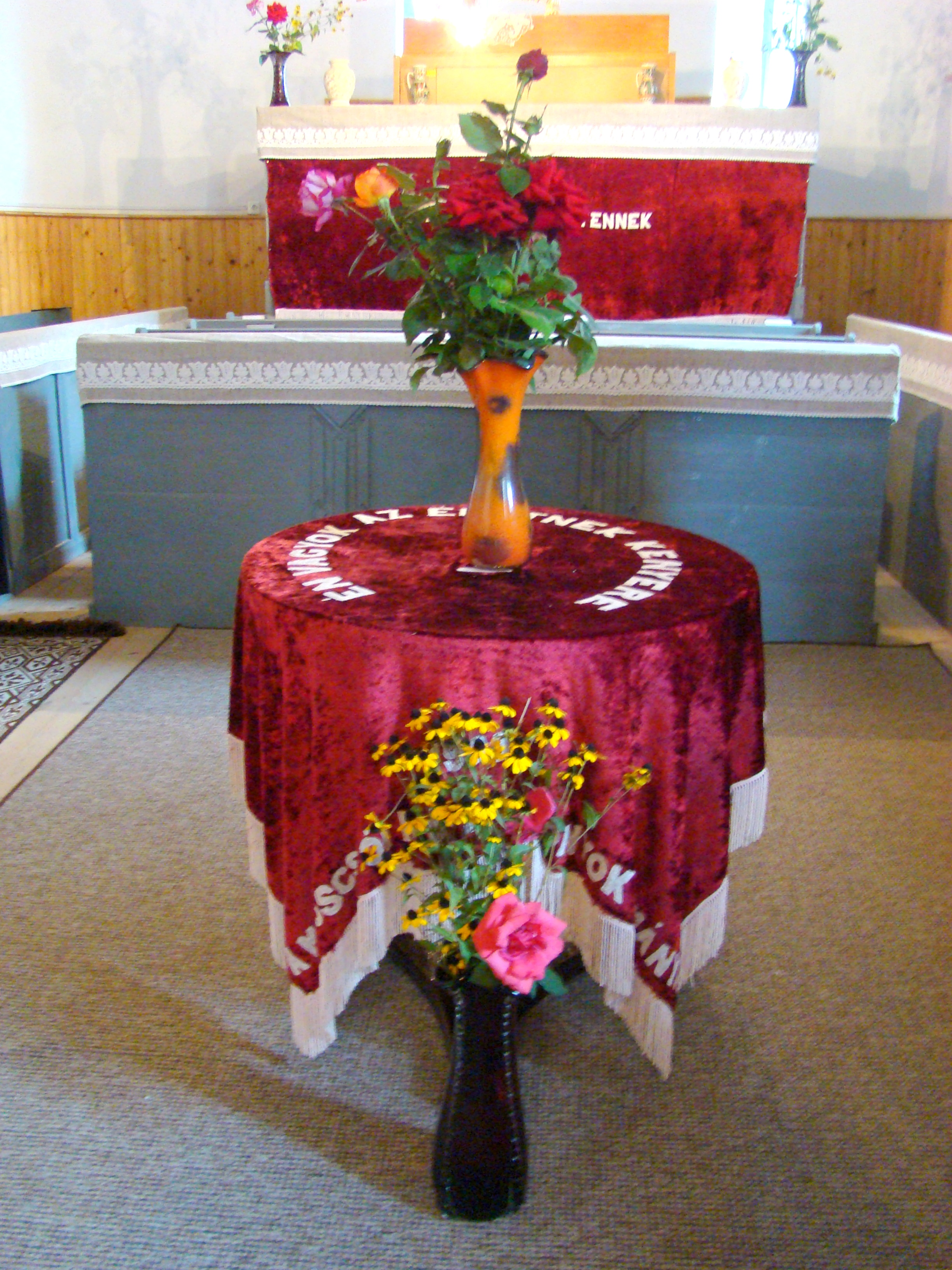
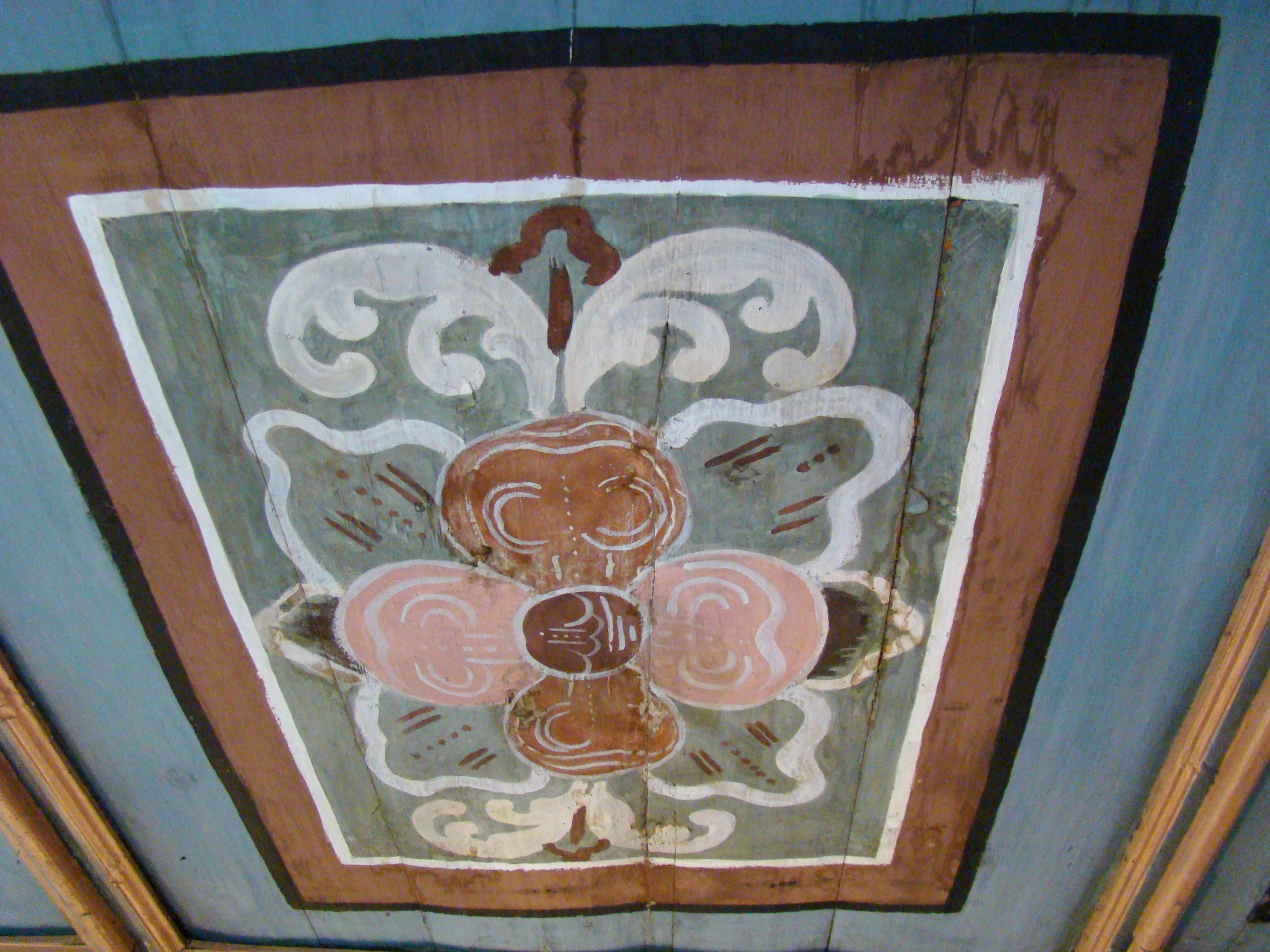
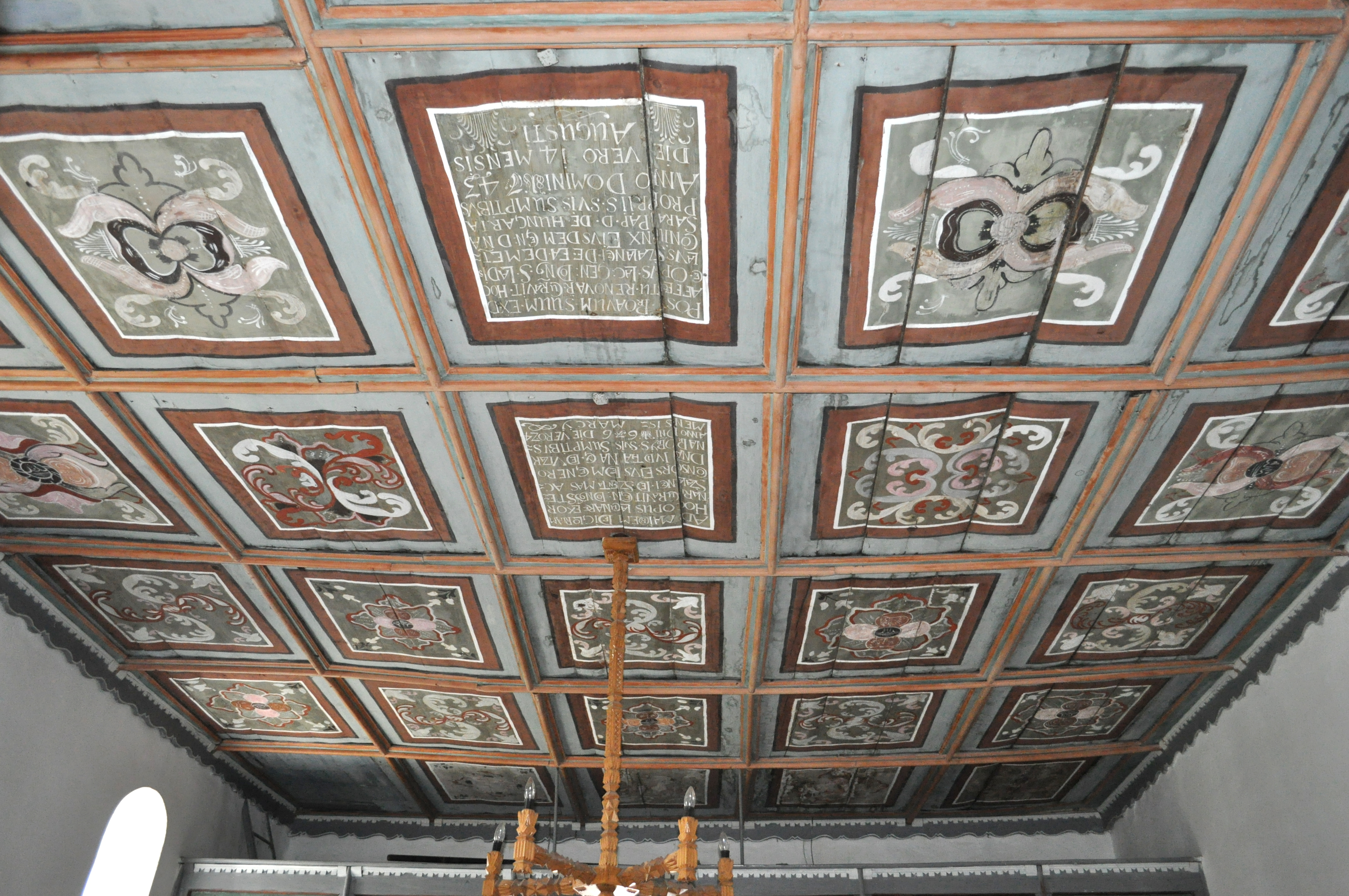
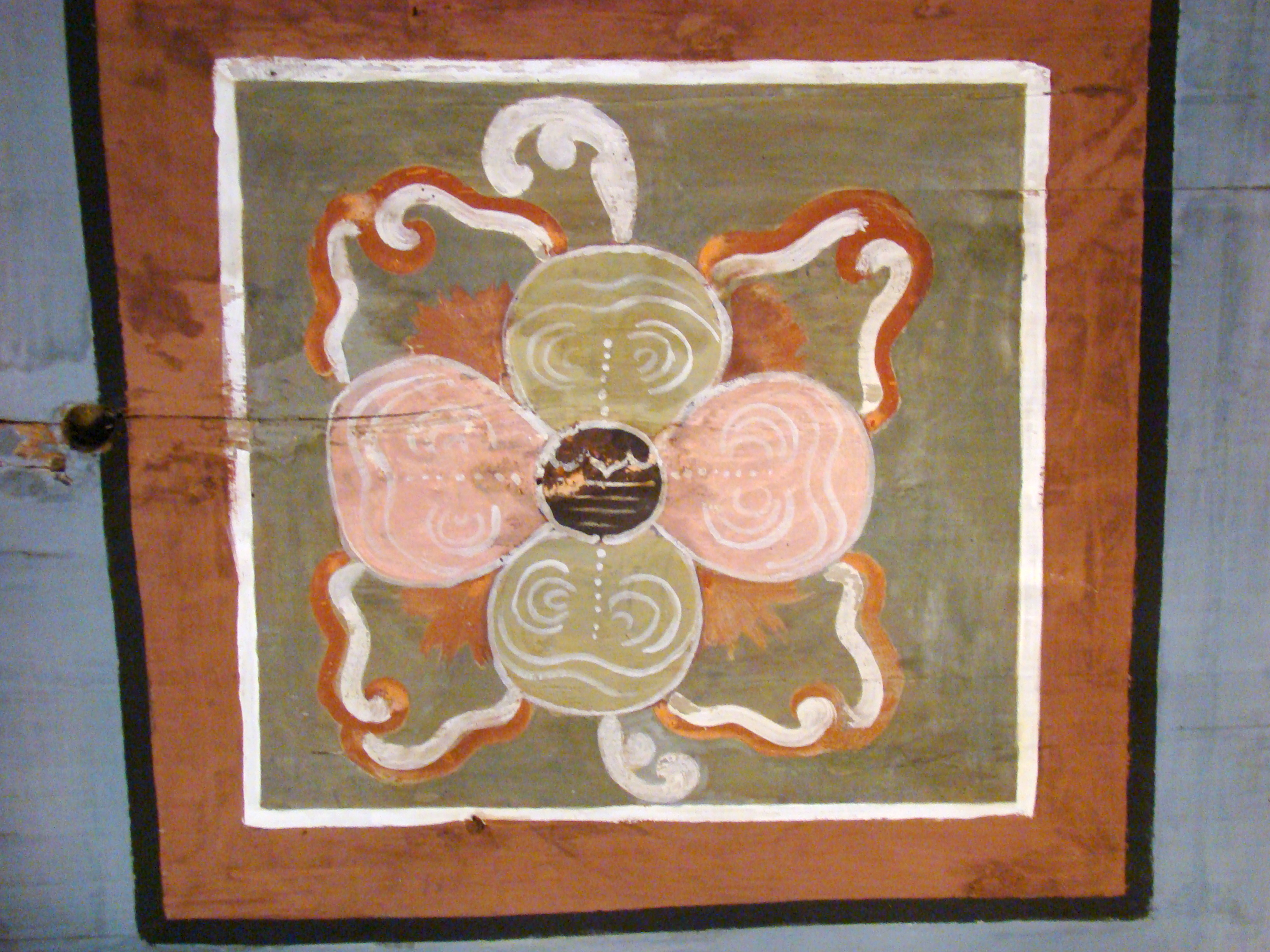
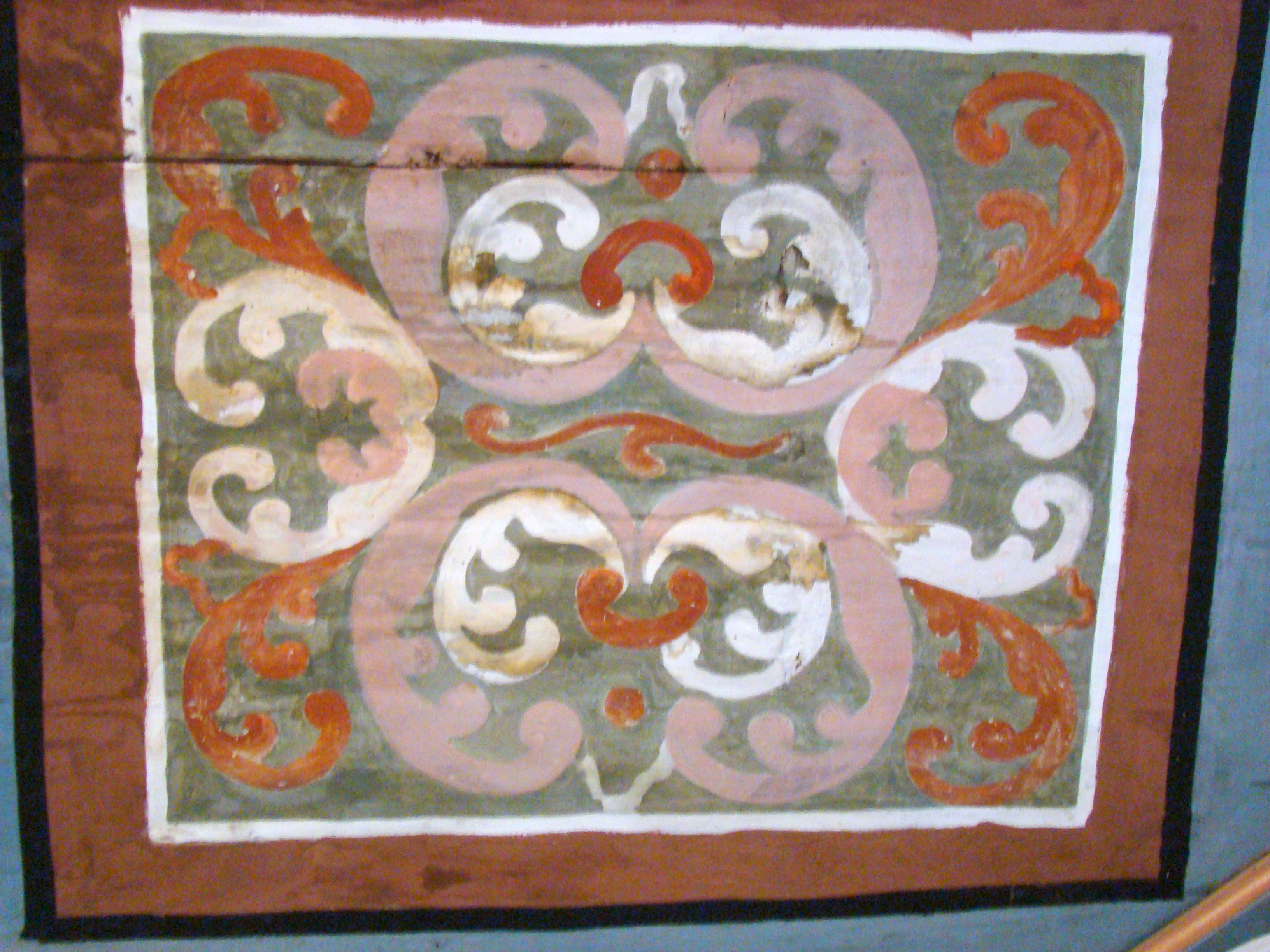
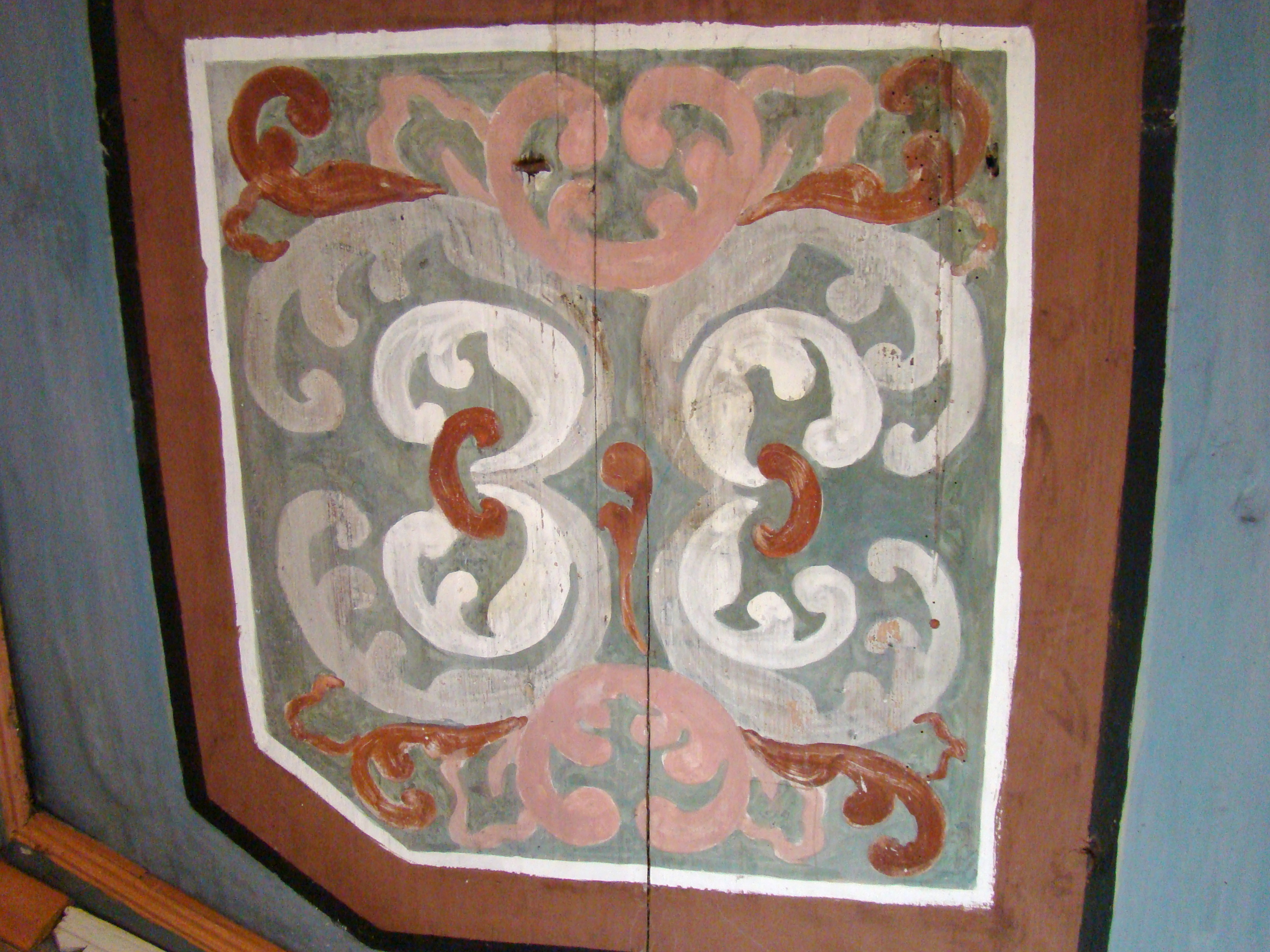
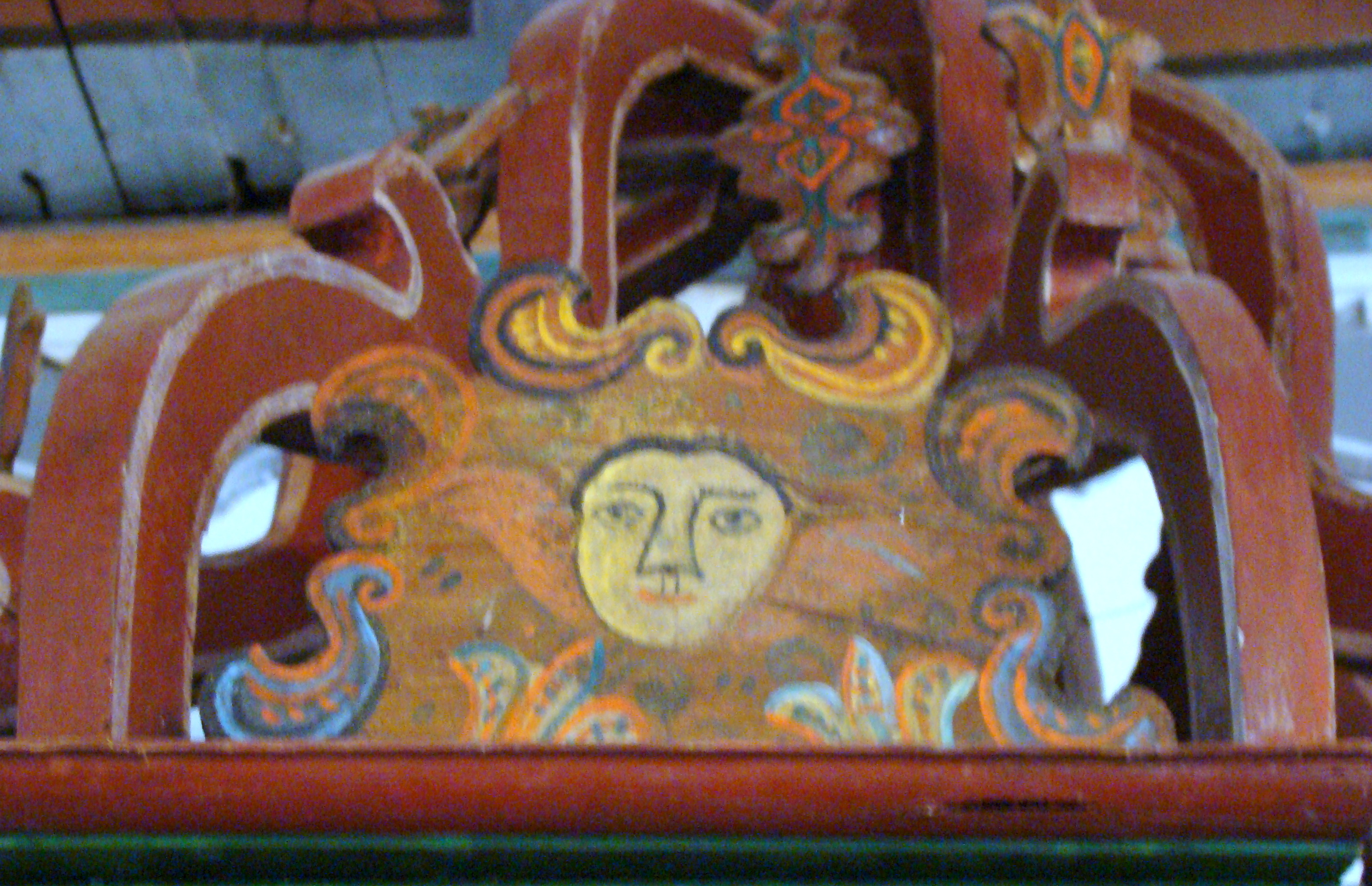
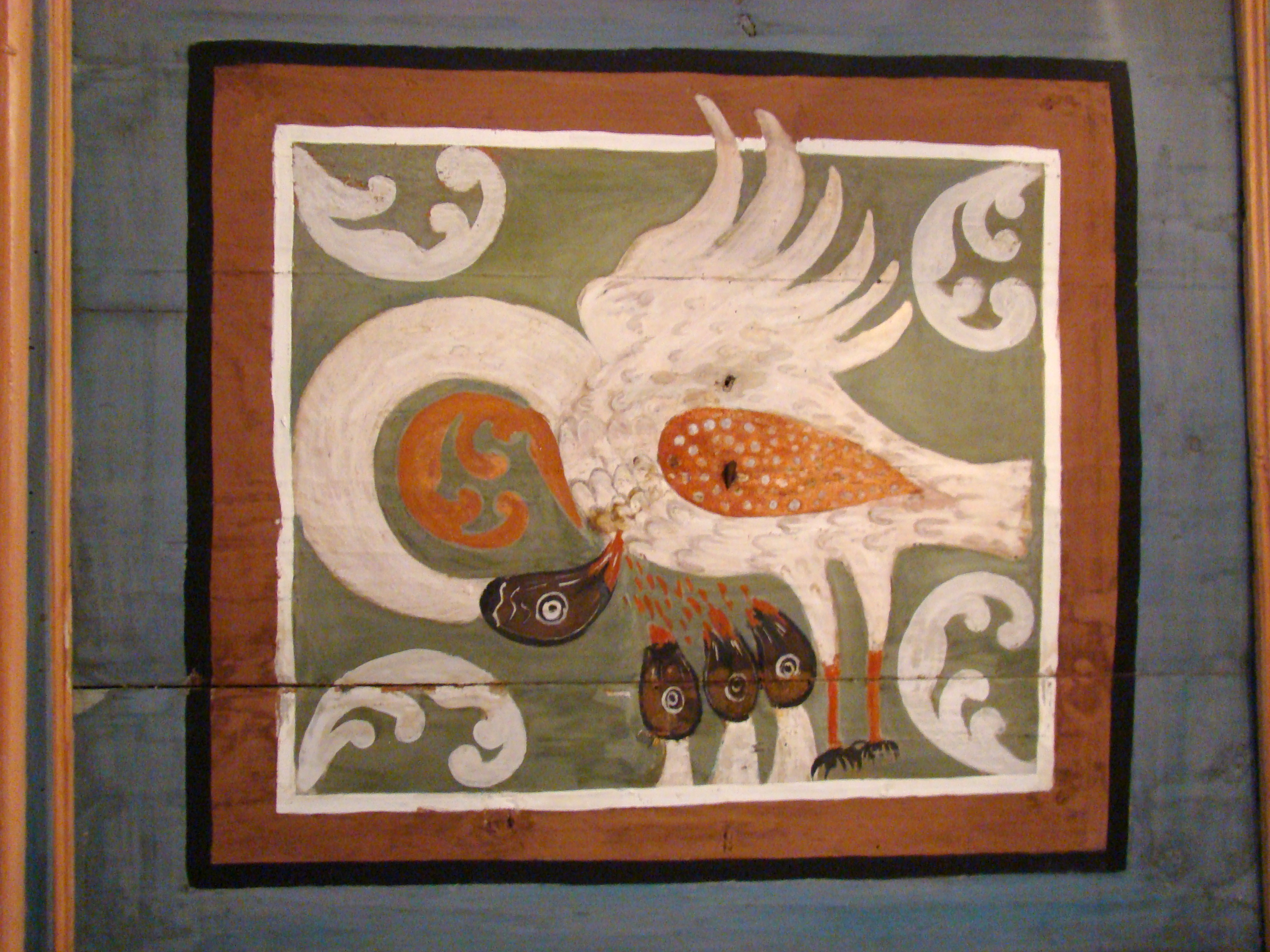
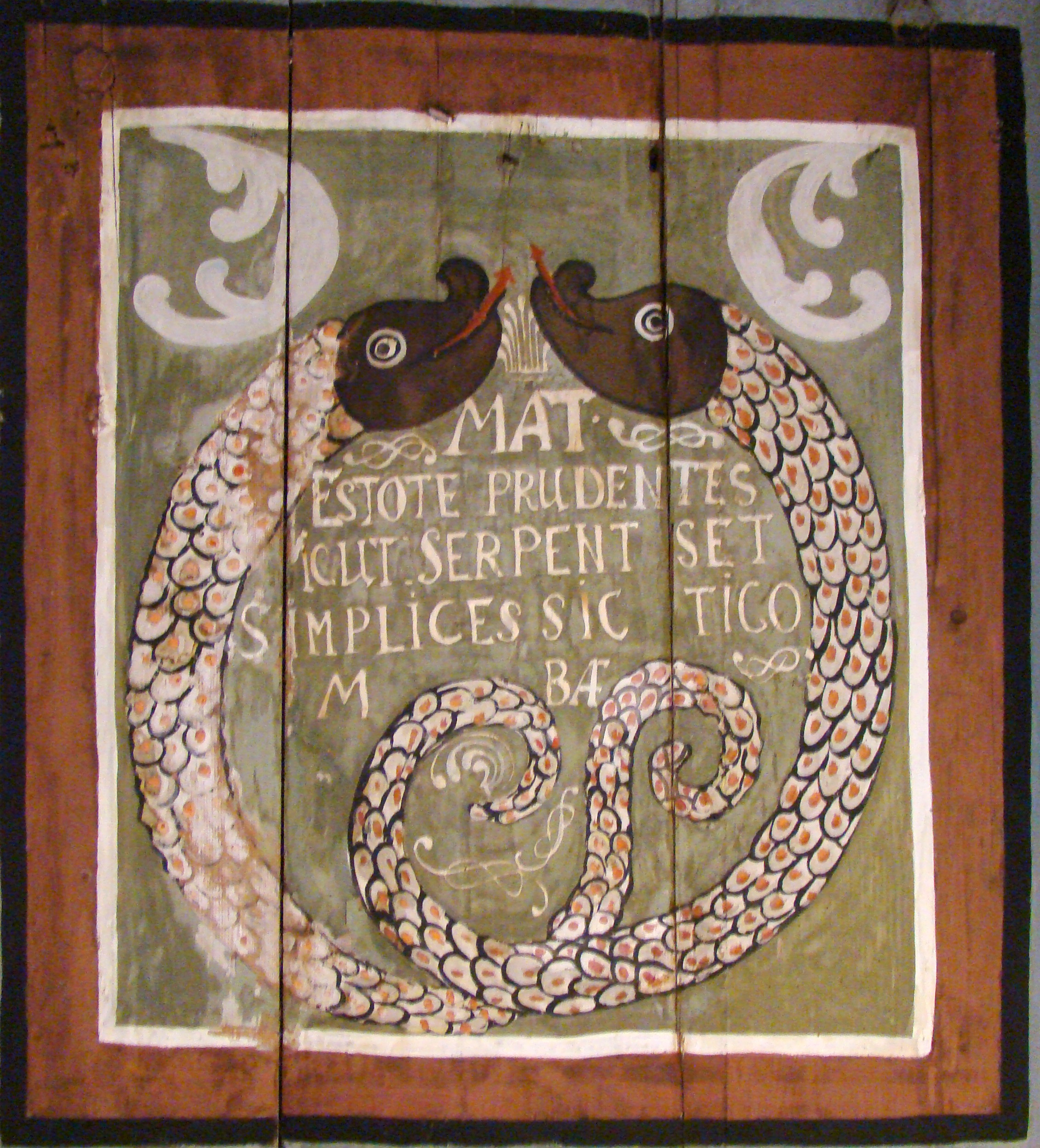
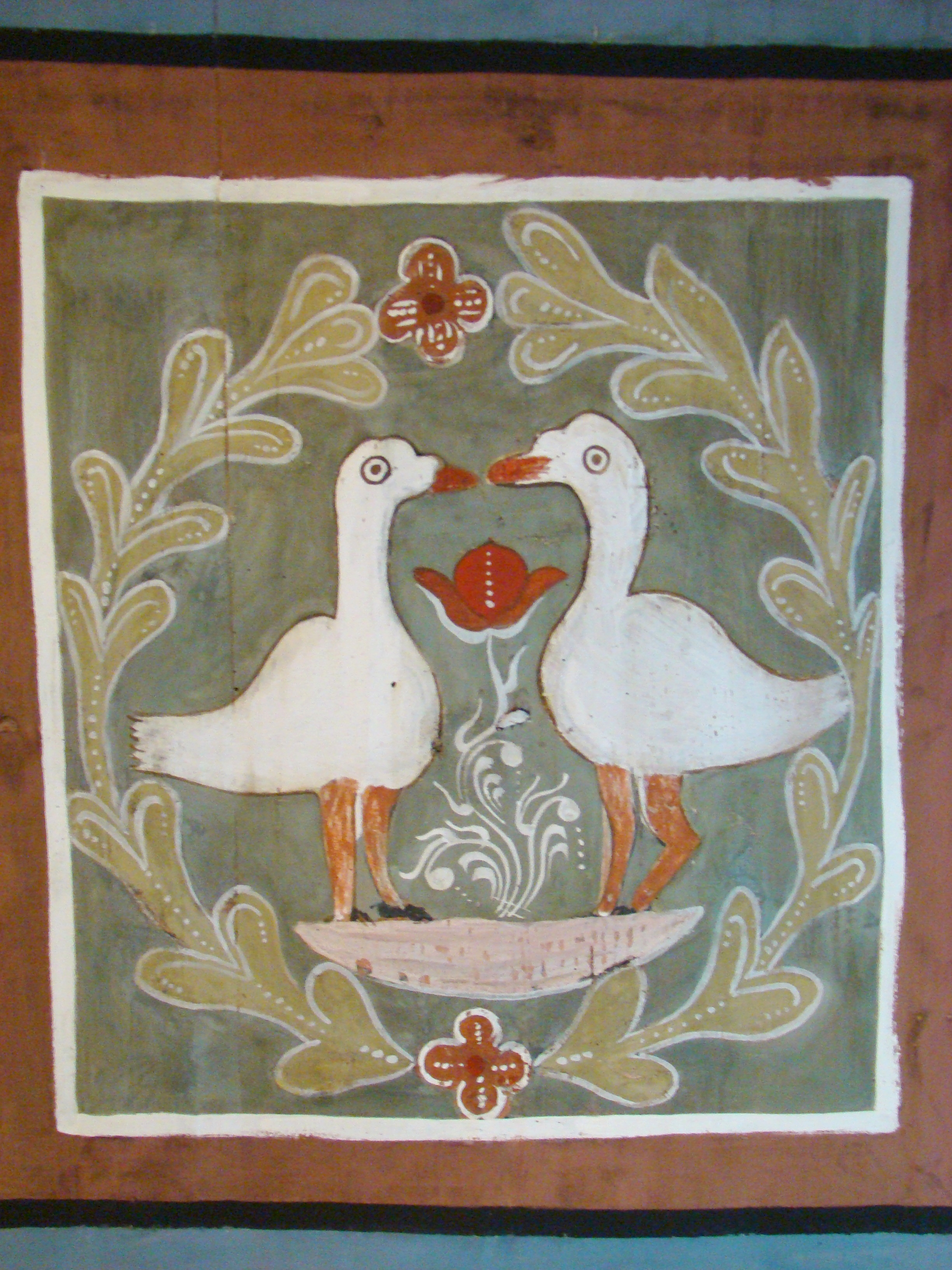
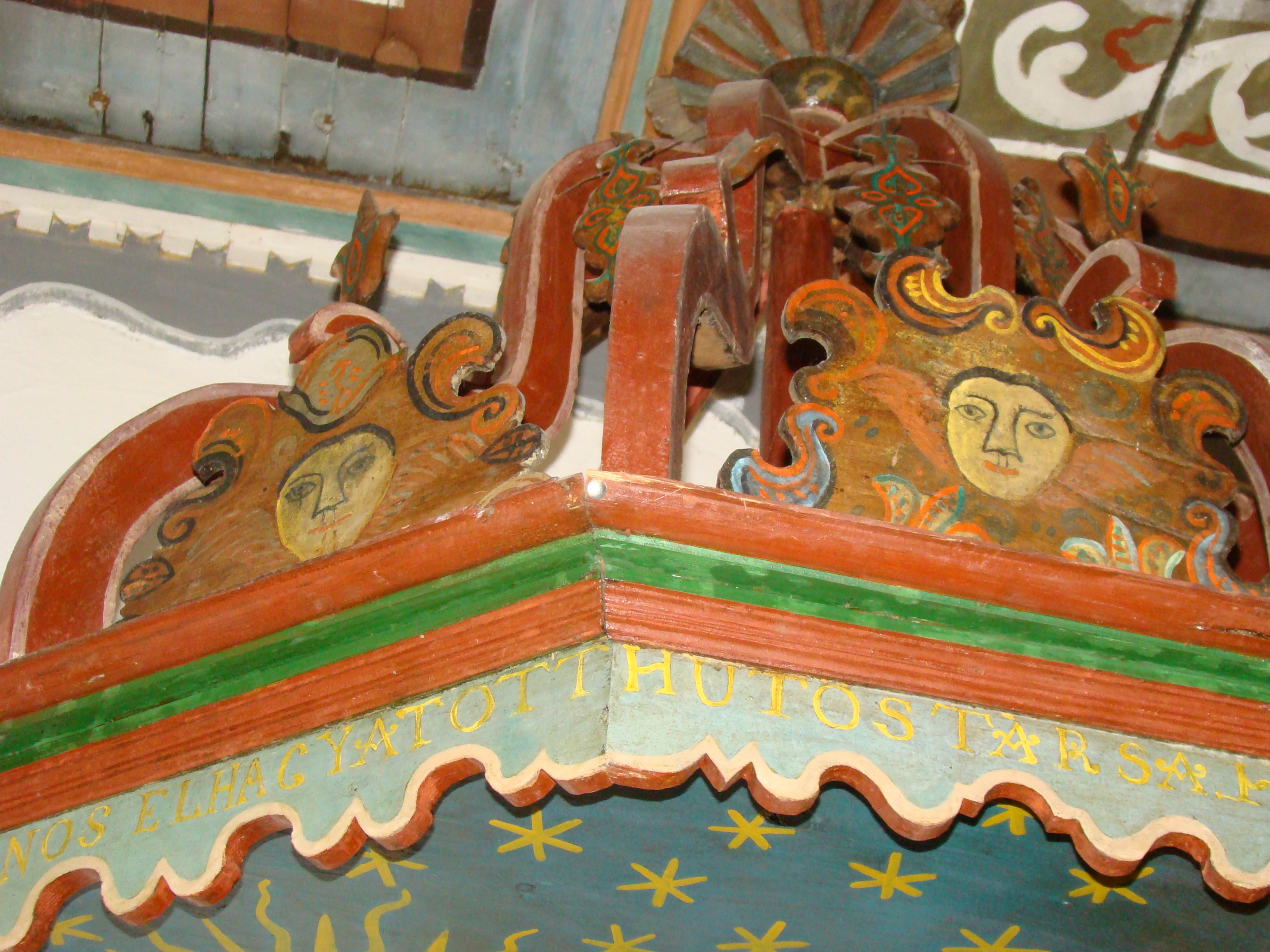
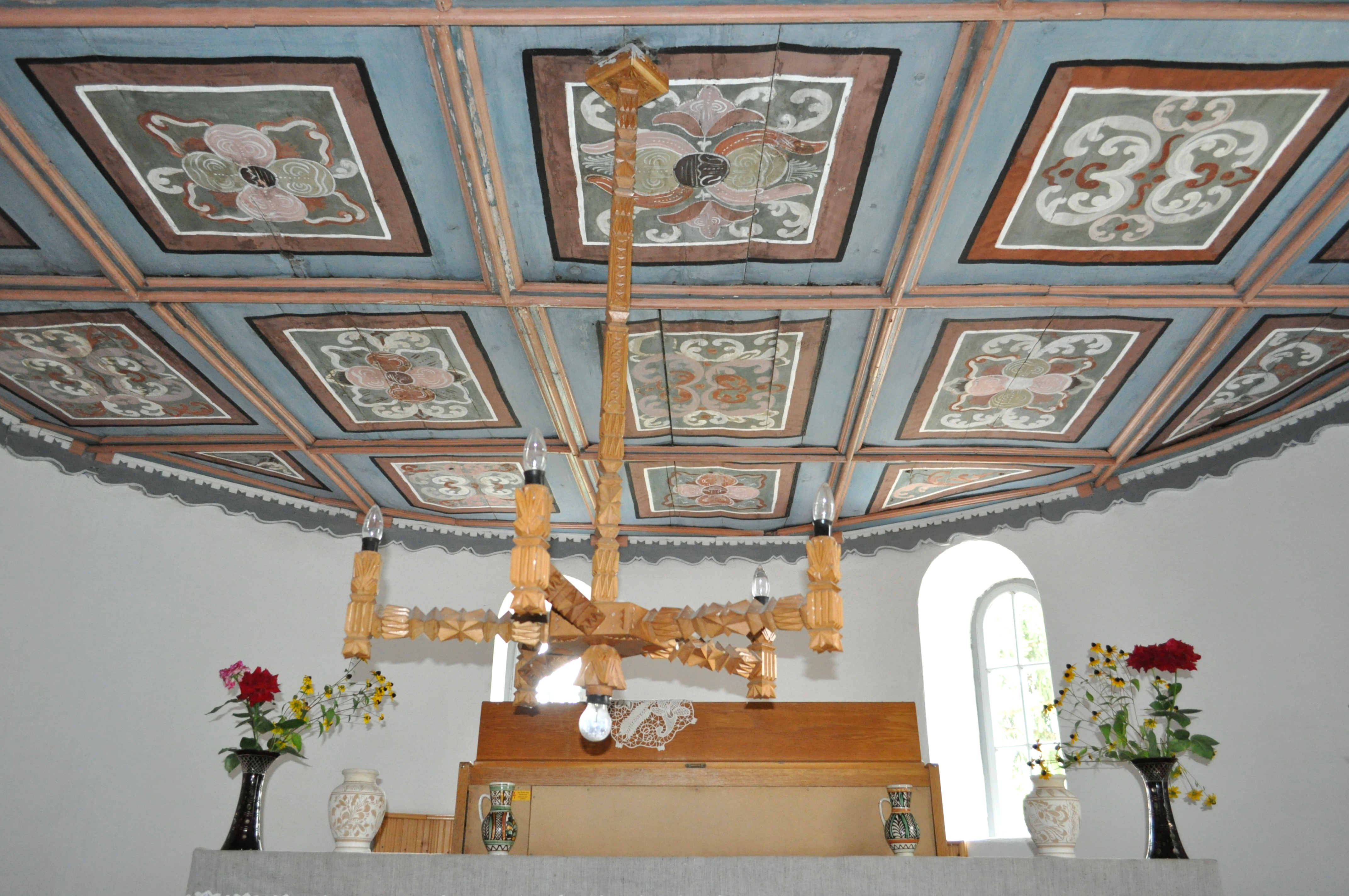
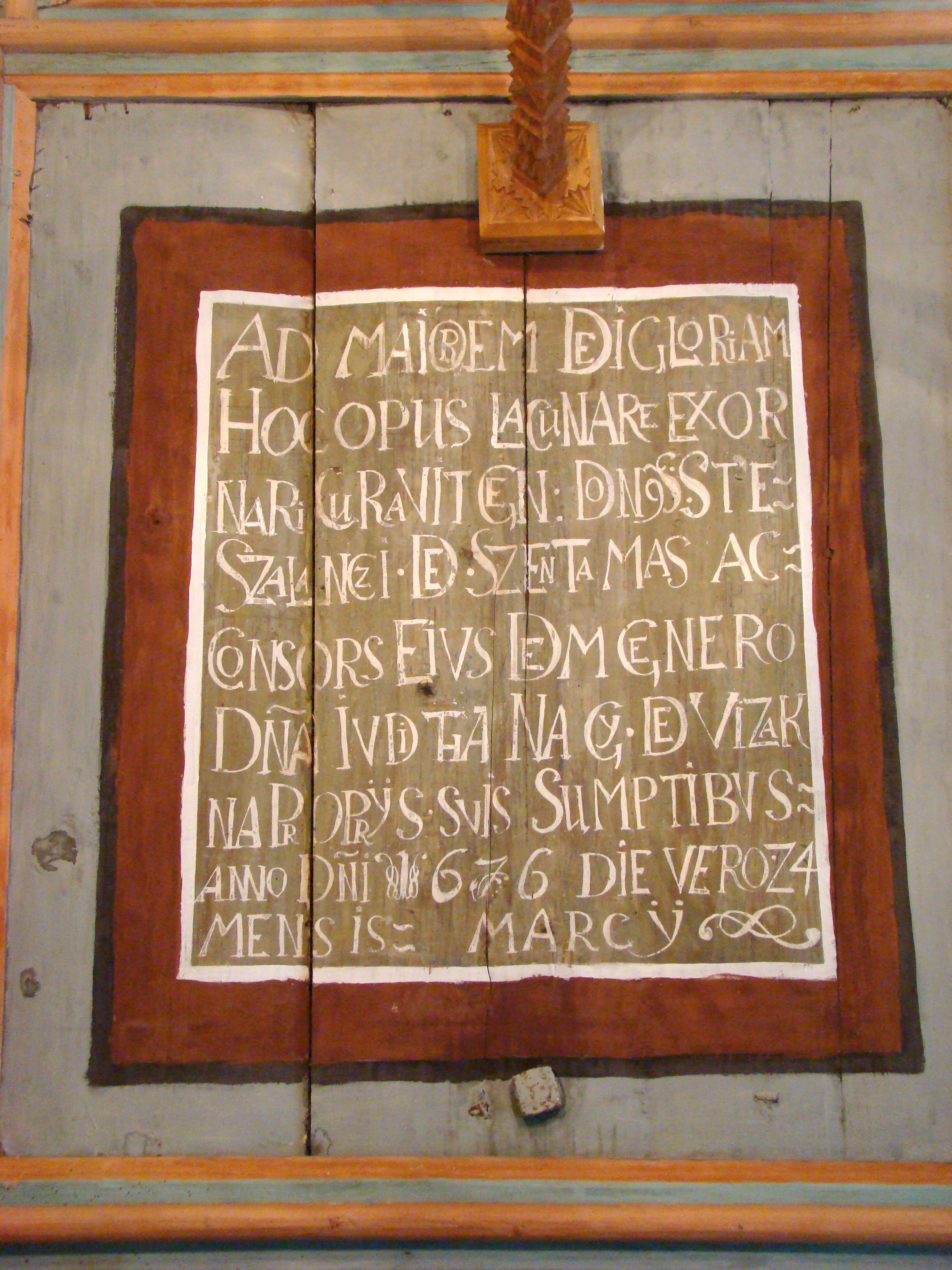
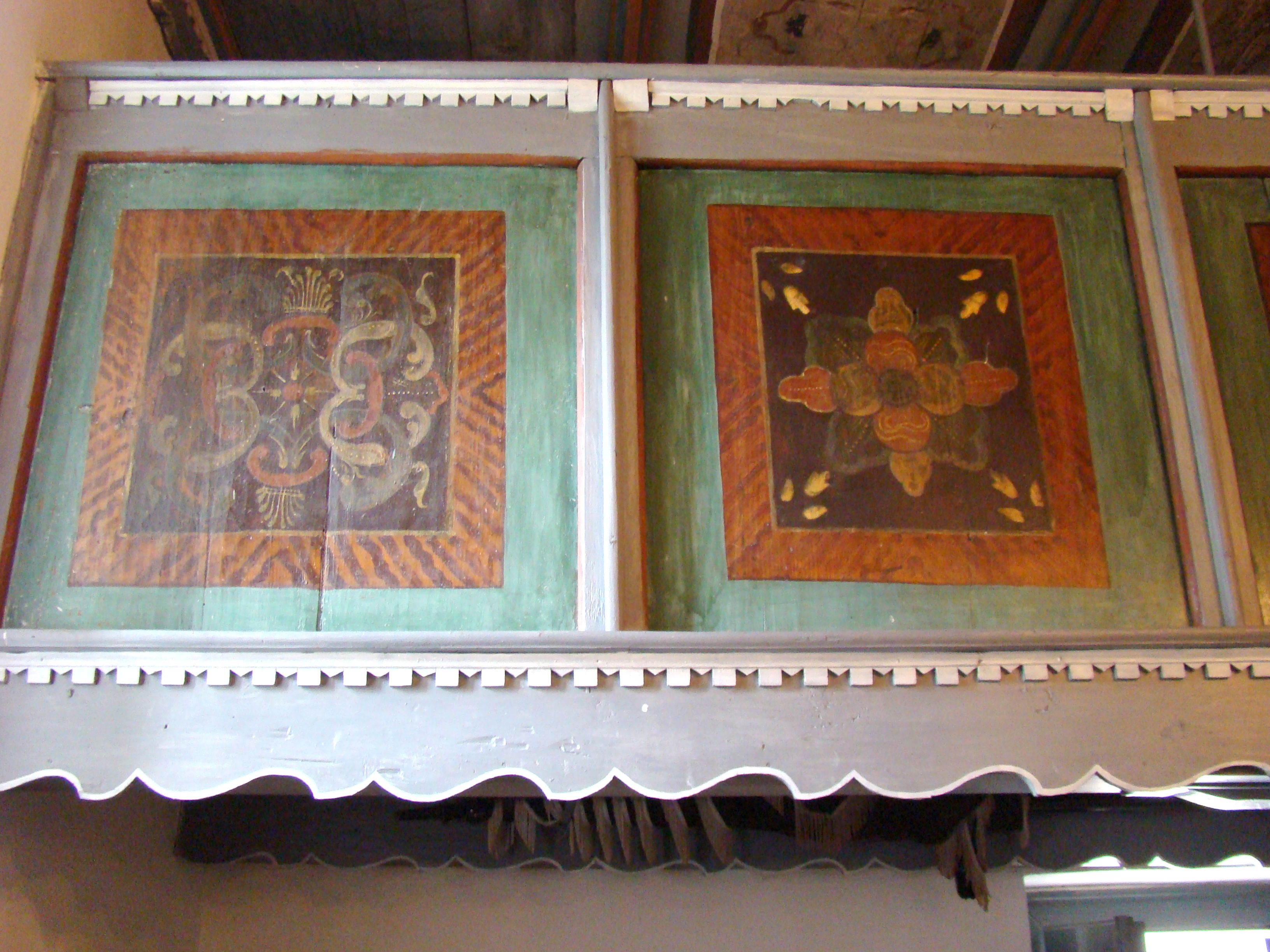
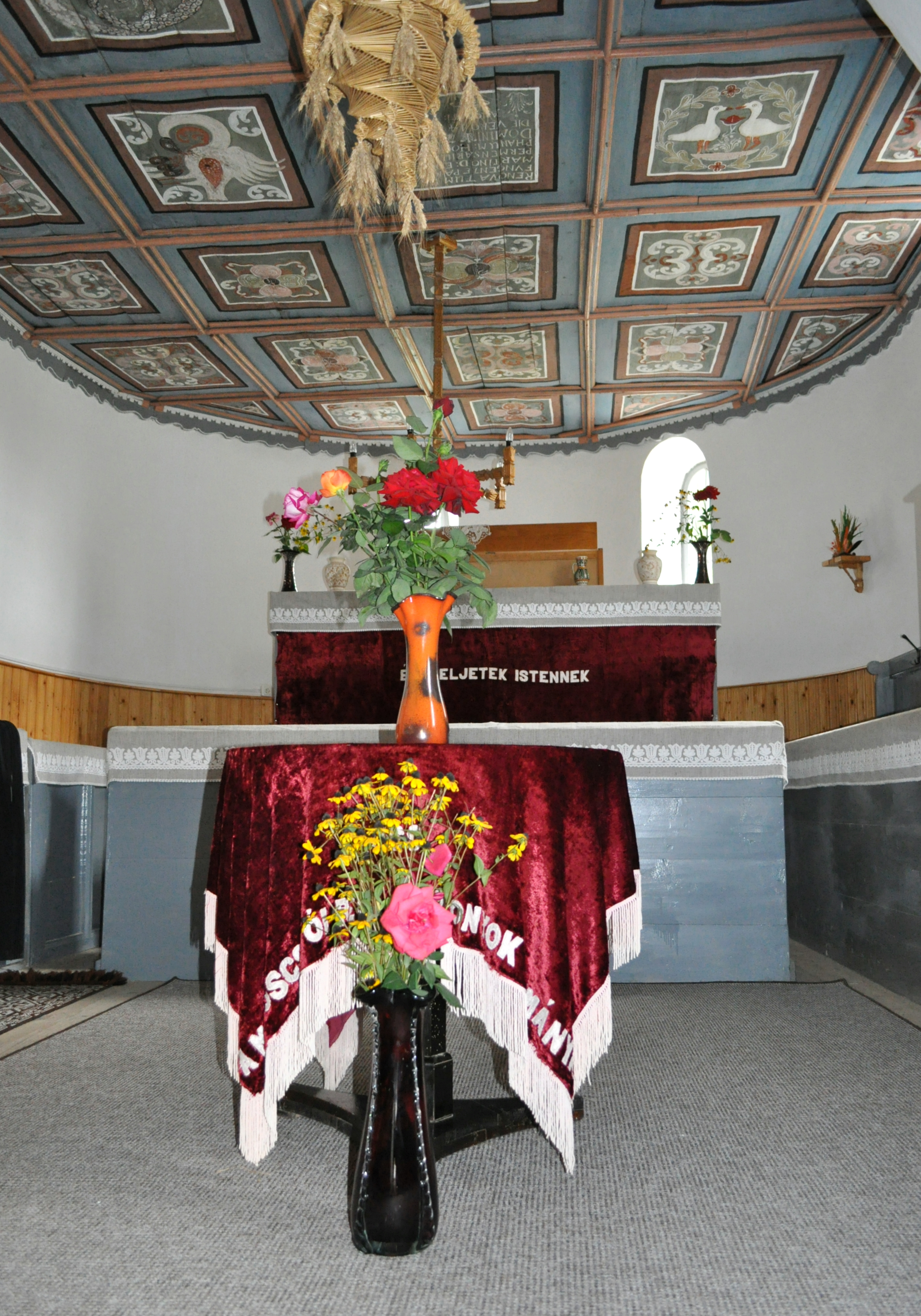
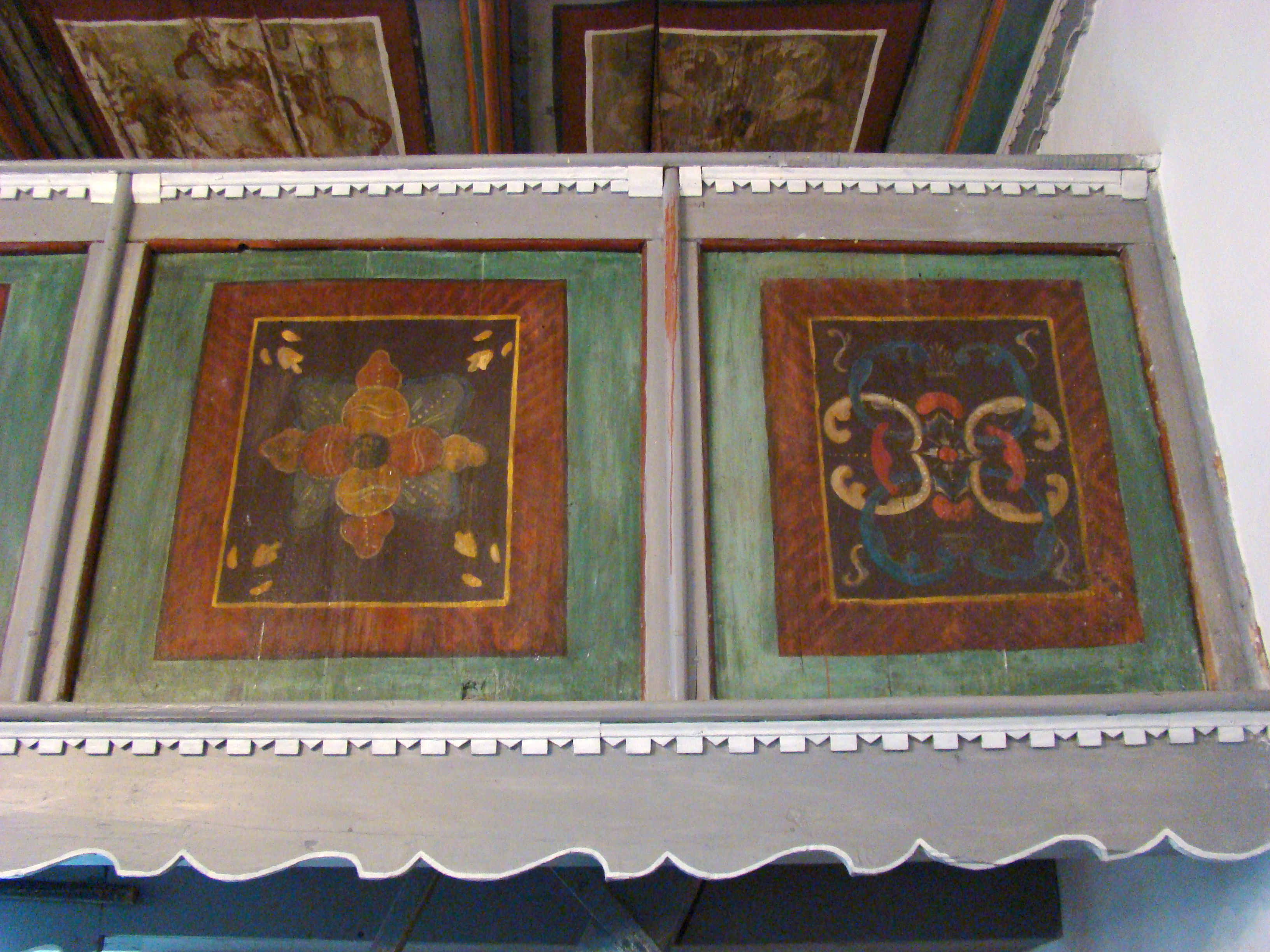
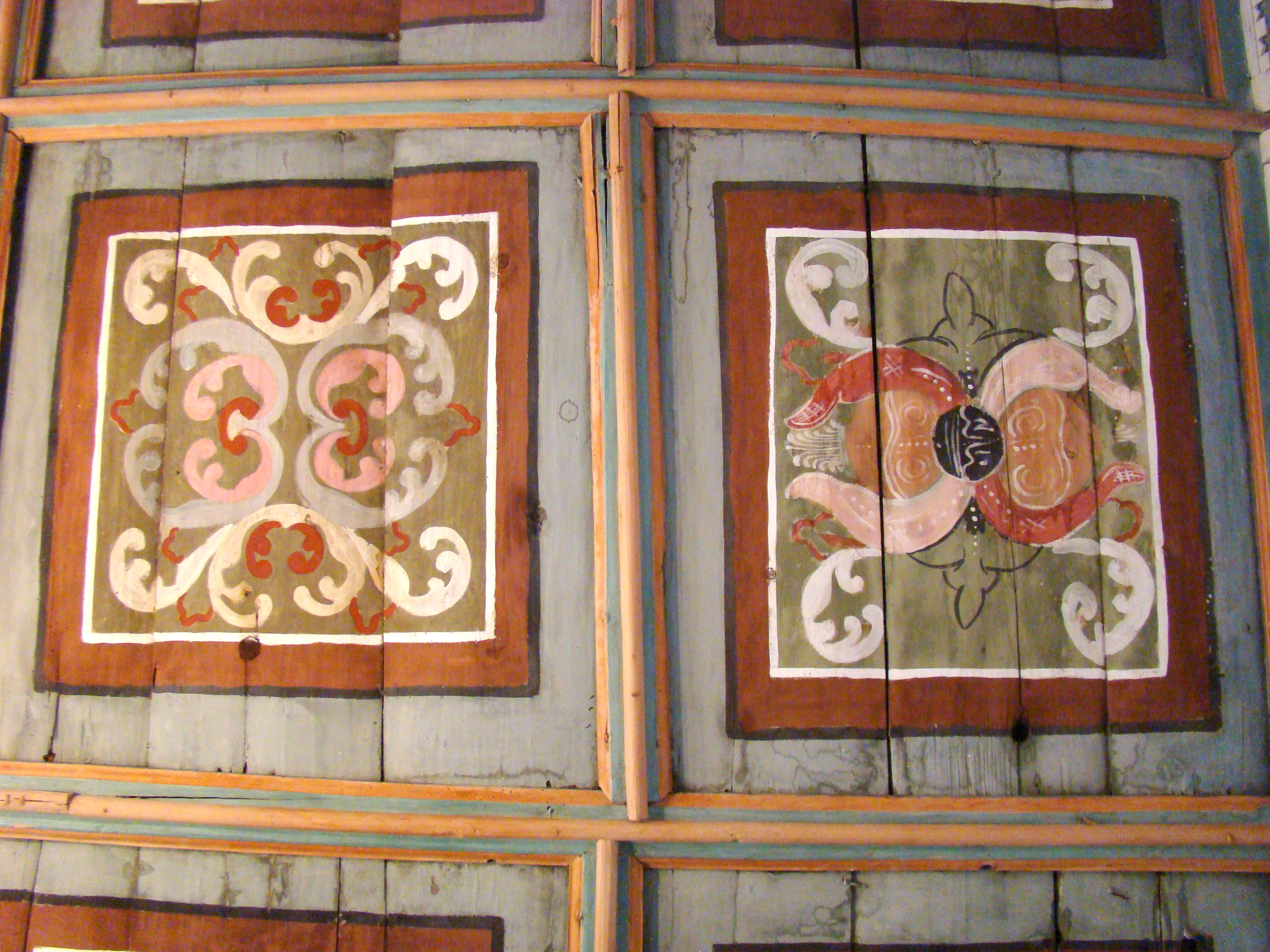